# Atentados del 11 de marzo de 2004
Los atentados del 11 de marzo de 2004, conocidos por el numerónimo 11M, fueron una serie de ataques terroristas producidos en España en cuatro trenes de la red de Cercanías de Madrid. Fallecieron 192 personas y alrededor de dos mil resultaron heridas aquel día. Semanas más tarde, una operación antiterrorista localizó a los autores en un piso franco en la localidad de Leganés. Acorralados, los terroristas se inmolaron, matando en la explosión a un policía de élite, con lo que el cómputo global de los atentados ascendió a 193 fallecidos. Es el mayor atentado de la historia de España y el segundo mayor atentado cometido en Europa por detrás del atentado de Lockerbie de 1988.
Entre las 07:36 y las 07:40 (CET) del jueves 11 de marzo de 2004, en hora punta, se produjeron diez explosiones casi simultáneas en cuatro trenes de Madrid. Más tarde, y tras un intento de desactivación, la policía detonó de forma controlada dos artefactos que no habían estallado. Tras ello desactivaron un tercero que permitiría, debido a su contenido, iniciar las primeras pesquisas que conducirían a la identificación de los autores.
Los atentados se produjeron tres días antes de las elecciones generales de 2004. Los dos principales partidos políticos españoles —Partido Popular (PP) y Partido Socialista Obrero Español (PSOE)— se acusaron mutuamente de ocultar o distorsionar información relativa a los atentados por razones electorales, lo que dio lugar a teorías de la conspiración. Otras causas, según algunos medios de comunicación que difundieron las "teorías", fueron incumplimientos de varios procedimientos de las Fuerzas y Cuerpos de Seguridad del Estado y de profesionales químicos, a la destrucción de la mayoría de los trenes. Algunas de las conclusiones de la sentencia de 2007 refiriéndose a estas dudas, sospechas y especulaciones: «Los tribunales no pueden atender a especulaciones, insinuaciones, elucubraciones o hipótesis basadas en hechos negativos que no han sido explícitamente planteadas y de las que no aportan el más mínimo indicio». Fueron este tipo de elucubraciones lo que se ha venido llamando «teorías de la conspiración del 11M».
Por el hecho fueron condenados tres hombres: Othman el Gnaoui y Jamal Zougam, en calidad de autores, y José Emilio Suárez Trashorras, en calidad de colaborador necesario.

## Antecedentes
El 11 de septiembre de 2001 se produjeron los atentados del 11S en Estados Unidos. Diecinueve miembros de la red Al Qaeda secuestraron aviones comerciales para ser impactados contra diversos objetivos, causando la muerte de al menos 2996 personas y dejando 25 000 heridos. En España habían sucedido algunos acontecimientos relacionados con atentados de esta naturaleza.

### Amenazas
- En diciembre de 2001, en Karachi (Pakistán), se toma la decisión de atentar en España, ratificada en febrero de 2002 en Estambul durante una reunión de organizaciones yihadistas norteafricanas y aprobada por los dirigentes de Al-Qaeda hacia finales del verano o inicios del otoño de 2003. La red del 11-M estuvo conectada con la matriz de Al-Qaeda en Pakistán mediante Amer Azizi, adjunto a su jefe de operaciones externas y antiguo destacado miembro de la célula de Abu Dahdah.[16]
- El 12 de marzo de 2003, la Guardia Civil emite la siguiente nota: «Es probable que, en parte o en todo el territorio nacional, no puede descartarse la comisión de actos ilícitos de diversa índole, incluso de carácter terrorista». La reitera a mediados de 2003, en los siguientes términos: «El apoyo prestado a los Estados Unidos en su guerra contra Irak implica determinados riesgos. La imagen de nuestro país pasa de ser la de una entidad individual a la de un 'opresor occidental', a los ojos de determinadas naciones y grupos extremistas».[17]
- El 18 de octubre de 2003, bin Laden expresa y directamente amenaza a España tras el apoyo explícito y visible, por parte del Gobierno, a las guerras de Irak y Afganistán y por la participación de las Fuerzas Armadas españolas en la coalición que ocupó Irak tras la invasión, emitidas por el canal catarí Al Jazeera.[18] Al día siguiente, como nota de agencia, fue publicitada por el periódico El Mundo y otros medios.[19]
- A finales de 2003, el Centro Nacional de Inteligencia emite nota informativa en la que informaba de un comunicado de bin Laden y de las amenazas de atentado yihadista que se cernía sobre España.[20] En el mismo sentido informó la Comisaría General de Información en una nota fechada el 28 de diciembre de 2003, comunicando que Al Qaeda, con un operativo de la organización Ansar al Islam, estaría reclutando extremistas islámicos en Túnez y Argelia, para trasladarlos a Alemania y España al objeto de planear atentados en Europa.
- El 10 de diciembre de 2003, el órgano de Información de Ayuda al Pueblo Iraquí (Centro de Servicios de los Muyahidin), en la lista de distribución del Global Islamic Media (GIM), a través de internet, difunde un documento donde aconseja atentar contra España.[21]

En la primera parte del dictamen de la Comisión Parlamentaria del 11 M, dedicada a terrorismo internacional, se hace constar el conocimiento que ya se tenía sobre estas amenazas citadas y otras que también figuraban en informes del CNI, de la Policía Nacional y de la Guardia Civil. Esta parte del dictamen también refleja las reuniones de los grupos de colaboración y prevención europeos a los que había asistido el ministro Acebes.

### Operaciones policiales anteriores[24]
El 13 de marzo de 2004, dos días después de los atentados, el diario El Mundo publica un artículo titulado Cronología de las detenciones de integristas islámicos en España.
El 13 de octubre de 2001, en un registro a un grupo islamista establecido en la calle de la Ronda de Cooperativas 4 de Madrid, se detiene a un ciudadano marroquí, Majib Chaid Mohamed. Junto a material para fabricar bombas se le encuentra un teléfono Trium con los orificios en la parte superior del mismo, similar a los utilizados por la red Al-Qaeda en el ataque de Bali (Indonesia). Posteriormente, según el escrito del fiscal (2005), coincidiría también con el mismo sistema que ha sido usado en los ataques terroristas de Madrid, cometidos el 11 de marzo de 2004 y, en particular, con el terminal de telefonía móvil recuperado en la mochila que fue desactivada por los TEDAX-NRBQ en Puente de Vallecas. En realidad, Majib Chaid Mohamed huyó en esa fecha, pero fue detenido posteriormente en Barcelona. Al realizar el registro en el citado domicilio de Madrid fue cuando se hallaron armas y material para fabricar explosivos.
A principio de 2003 se llevan a cabo otras operaciones policiales en Barcelona para desarticular al comando «Dixan», en las que se detiene por segunda vez a un terrorista islámico que portaba documentación falsa.
En marzo de 2003, la Audiencia Nacional pone en libertad a varios detenidos a los que se les habían ocupado varios videos con operaciones militares y documentación falsa.
En enero de 2004, al investigarse una nueva trama, aparece un teléfono móvil similar manipulado en la calle Bonaire, de Olot, domicilio del argelino Mohamed Amine Benboura. Sin embargo, El Mundo nunca informó de estos detalles relacionados con los teléfonos móviles.
Algunos analistas, ya en 2004, después de los atentados, consideraron la posibilidad de que todas estas operaciones policiales llevadas a cabo antes de los atentados crearan una falsa sensación de seguridad en las autoridades policiales y políticas, y le atribuyeron un efecto preventivo que no tuvieron.

### Informes policiales y del CNI
- En 2003, en una reunión confidencial en Madrid de jefes de Inteligencia Militar de la OTAN, el director del Centro Nacional de Inteligencia (CNI) había adelantado el peligro creciente de que en España se cometieran atentados yihadistas tras el estallido de la guerra de Irak.[34]
- El 27 de octubre de 2003, el CNI envió al Gobierno un informe contundente, titulado Evaluación de la amenaza del terrorismo islámico.[35]
- El 6 de noviembre de 2003, el Centro Nacional de Inteligencia emite una nota informativa sobre el yihadista Lamari (documento C/ 15697) en la que alertaba de atentados yihadistas en España.[36]
- El 28 de noviembre de 2003, un informe de la comisaría general de Información de la Policía Nacional informaba "Queda claro, por un lado, que España figura ya como un objetivo declarado de Al Qaeda, y segundo, que esta organización está cumpliendo sus amenazas, atentando...".[37]
- En diciembre de 2003, el Instituto de Investigación de la Defensa de Noruega revelaba la existencia de un documento, detectado en internet, de un grupo cercano a Al Qaeda, en el que advertía del riesgo de un atentado en España, por ser un flanco débil de la coalición que sustentó la invasión de Irak.

El 1 de septiembre de 2004, el director del CNI, Saiz Cortés, envia una misiva al presidente del Gobierno, José Luís Rodriguez Zapatero, en la que le explica que el Centro llevaba meses siguiendo los pasos de Allekema Lamari, a quien después se ubicó en el núcleo de coordinación de la célula terrorista que perpetró los atentados del 11-M, junto a sus dos lugartenientes, Abdelmajid Bouchard y Mohamed Afalah. Se queja Saiz Cortés de que la Policía y la Guardia Civil no le hicieron caso, aunque, el 6 de noviembre de 2003, cursaron la nota ya citada.
Posteriormente, pasados diez años, con motivo de estas y otras notas informativas del Centro Nacional de Inteligencia sobre el 11 M, su director, Jorge Dezcallar, en el libro autobiográfico Valió la pena. Una vida entre diplomáticos y espías (2015), escribió «que se había sentido engañado y manipulado cuando se le presionó para emitir aquel desmentido a los comentarios de la cadena SER, o cuando el Gobierno aún en funciones decidió el 18 de marzo desclasificar y publicar dos informes del CNI, uno de ellos con un párrafo tachado [...]».

## Atentados

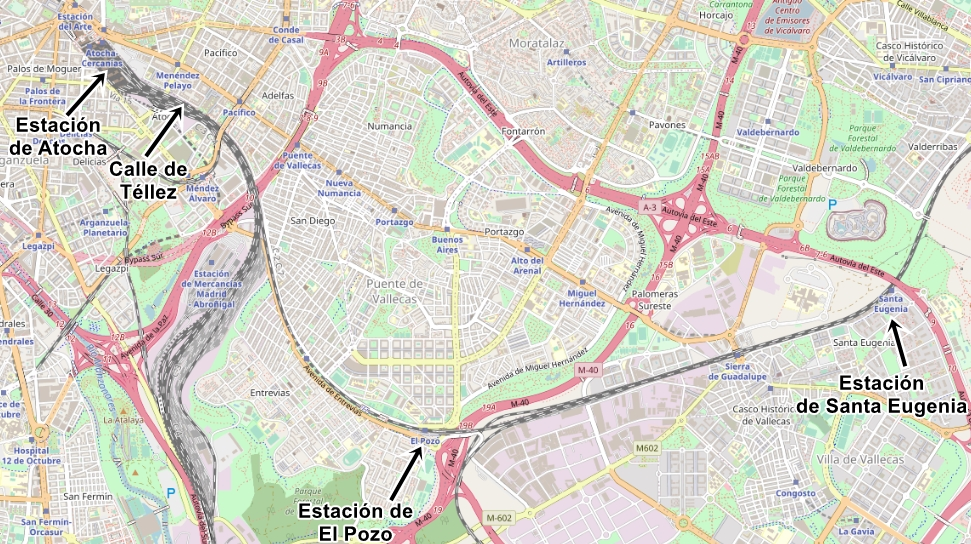
Mapa de los atentados

En la hora punta de la mañana del jueves 11 de marzo de 2004 se produjeron diez explosiones en cuatro trenes de Cercanías de Madrid. Las explosiones fueron provocadas por mochilas cargadas con Goma-2 ECO, usado habitualmente en canteras. Todas las explosiones tuvieron lugar entre las 07:36 y 07:40 (UTC+1) en la línea férrea que une la estación de Alcalá de Henares y la estación de Atocha.
Los cuatro trenes atacados fueron:
- Tren número 21431, de seis coches. Salió a las 07:01 de la estación de Alcalá de Henares haciendo la línea C-1 con destino a la estación de Alcobendas-San Sebastián de los Reyes.
- Tren número 17305, de seis coches. Salió a las 07:04 de la estación de Alcalá de Henares haciendo la línea C-2 con destino a la estación de Chamartín.
- Tren número 21435, de seis coches y doble altura. Salió a las 07:10 de la estación de Alcalá de Henares, procedente de Guadalajara, haciendo la línea C-1 con destino a la estación de Alcobendas-San Sebastián de los Reyes.
- Tren número 21713, de seis coches. Salió a las 07:14 de la estación de Alcalá de Henares haciendo la línea C-7 con destino a la estación de Príncipe Pío.

El tren n.º 21431 estaba estacionado en la vía 2 de la estación de Atocha cuando se produjeron tres explosiones. Antes de las 07:37:47 se produjo la primera explosión en el coche 6, a las 07:38:36 se produjo la segunda en el coche 5 y a las 07:38:40 se produjo la tercera en el coche 4. Además, existía un cuarto artefacto localizado en el coche 1 que no estalló inicialmente. Los equipos TEDAX-NRBQ del Cuerpo Nacional de Policía lo explosionaron a las 09:59:18. Antes, observaron que la sustancia explosiva era de color blanco, no rojo coma la dinamita Titadyn utilizada por la banda terrorista ETA.
El tren n.º 21435 estaba iniciando la marcha en la estación de El Pozo cuando sobre las 07:38 se produjeron dos explosiones en los coches 4 y 5. Un tercer artefacto estaba en el andén de la estación a la altura del coche 3 y fue explosionado por los TEDAX-NRBQ. También observaron que la sustancia explosiva era de color blanco (dinamita Titadyn es de color rojo). Un cuarto artefacto realizó de forma inadvertida un periplo entre el IFEMA y varias comisarías de policía hasta ser finalmente examinado. Contenía 10 kilogramos de dinamita Goma-2 ECO, metralla, un detonador y un teléfono móvil que hacía de temporizador, manipulado para que la alarma activase el detonador. Los indicios hallados en esa mochila y en los otros escenarios (furgoneta de terroristas y bombas neutralizadas en Atocha y El Pozo) permitieron establecer coincidencias y las primeras hipótesis firmes, que desencadenaron la persecución policial sobre los supuestos autores. Nota informativa de 12 de marzo de 2004, folio número 1629 del sumario 20/04.
El tren n.º 21713 estaba estacionado y acababa de cerrar puertas en la estación de Santa Eugenia cuando hacia las 07:38 tuvo lugar una explosión en el coche 4.
El tren n.º 17305 estaba a unos 800 metros de la estación de Atocha, en la línea férrea paralela a la calle de Téllez, cuando sobre las 07:39 se produjeron cuatro explosiones en los coches 1, 4, 5 y 6. Poco después de las explosiones, los servicios de emergencias prepararon un hospital de campaña en las instalaciones del polideportivo Daoíz y Velarde, a unos cincuenta metros del lugar de la explosión.

### Hechos posteriores

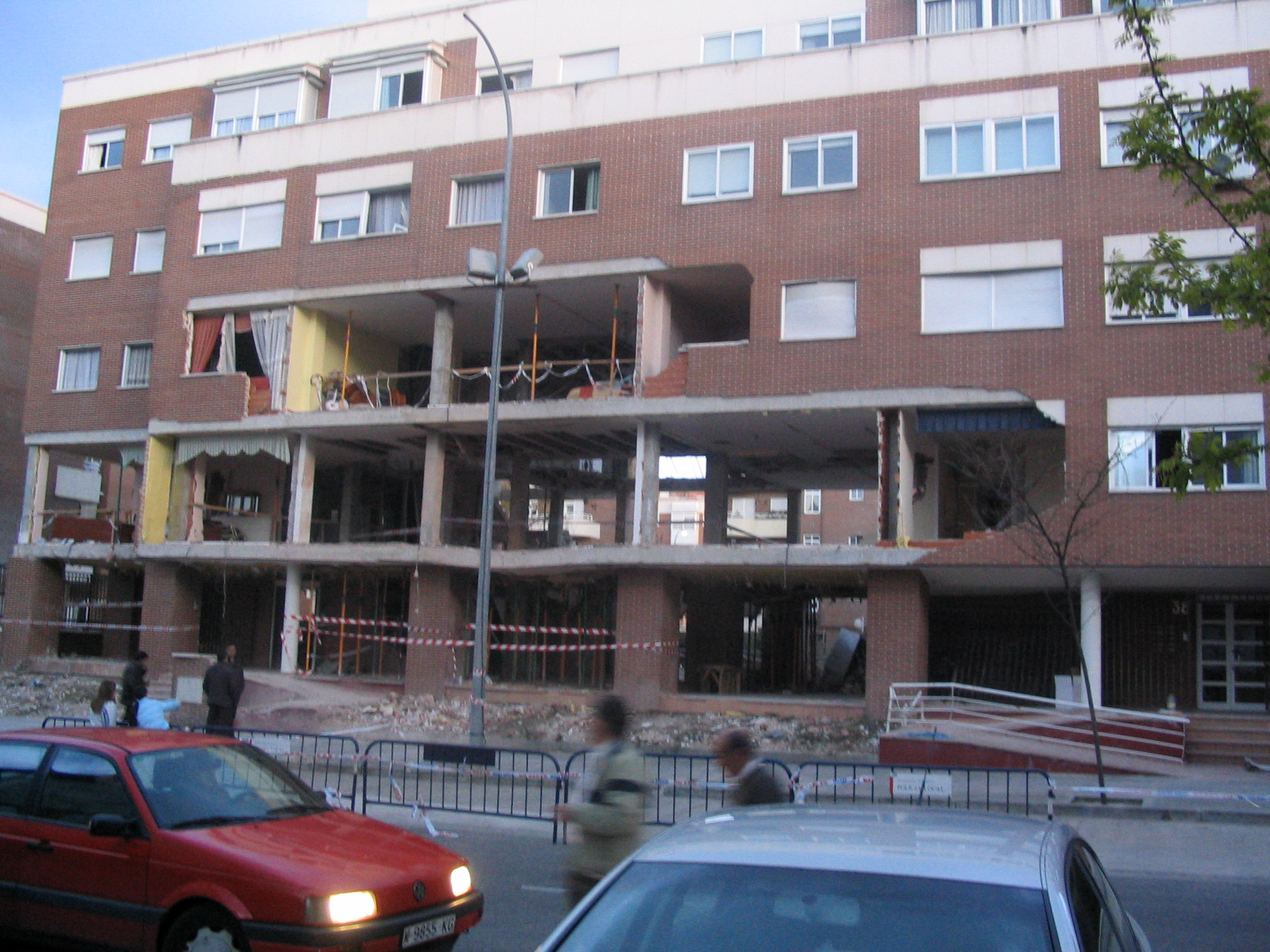
Daños en la vivienda de Leganés como consecuencia de la explosión suicida del comando terrorista que se encontraba atrincherado

El 2 de abril se encontró un artefacto en la línea férrea del AVE Madrid-Sevilla. El artefacto tenía dinamita Goma-2 ECO y un detonador conectado a un cable de más de cien metros de longitud que en el otro extremo no estaba conectado a nada, por lo que no podía funcionar. Estaba preparado para ser conectado a una pila de "petaca" que se llevó el terrorista cuando fue sorprendido, según explicó en el juicio la Guardia Civil. El artefacto era diferente a los utilizados en los atentados de los trenes: no tenía metralla ni teléfono móvil. No parecían necesarios dichos elementos: la activación era manual a tiempo real, según pasaba el AVE para hacerlo descarrilar; para esta finalidad no se necesitaba metralla.
El 3 de abril la policía localizó y rodeó a varios miembros del comando terrorista en Leganés, una ciudad al sur de Madrid. Existen tres versiones diferentes acerca de cómo se localizó este piso, aunque no existe acuerdo entre los diferentes agentes policiales acerca de cuál es la versión auténtica. Los terroristas se atrincheraron en una vivienda de la calle Carmen Martín Gaite y se produjo un tiroteo intermitente entre las seis y las ocho de la noche. Al verse acorralados, a las 21:03 los terroristas se suicidaron haciendo estallar el piso cuando el Grupo Especial de Operaciones de la Policía Nacional iniciaba el asalto. La explosión derribó parte de la fachada del edificio. En esta acción murió un agente del grupo policial, además de los ocho miembros de la célula islamista allí presentes.

## Víctimas
| País                 | Muertos |
| -------------------- | ------- |
| España               | 143     |
| Rumanía              | 16      |
| Ecuador              | 6       |
| Bulgaria             | 4       |
| Polonia              | 4       |
| Perú                 | 4       |
| Colombia             | 2       |
| Marruecos            | 2       |
| Ucrania              | 2       |
| República Dominicana | 2       |
| Honduras             | 2       |
| Brasil               | 1       |
| Cuba                 | 1       |
| Chile                | 1       |
| Francia              | 1       |
| Filipinas            | 1       |
| Senegal              | 1       |
| Total                | 193     |

A fecha de 23 de marzo de 2004, la cifra oficial de muertos era de 190. El número de 202 fallecidos que se había proporcionado en un principio se redujo debido a una mejor identificación de algunos restos. El recuento definitivo de heridos fue de 1857 personas lesionadas.[cita requerida]
Los heridos fueron trasladados a diversos hospitales de Madrid. El número de afectados era tan grande que fue preciso instalar un hospital de campaña en las instalaciones deportivas Daoíz y Velarde, próximas a la calle Téllez, para proporcionar las primeras ayudas y planificar la evacuación a instalaciones hospitalarias.
El 3 de abril murió Francisco Javier Torronteras, subinspector del GEO, cuando él y otros agentes asaltaban el piso de los terroristas en Leganés. Días después de haber sido sepultado en el cementerio Sur de Madrid, su ataúd fue profanado, en lo que se cree fue un acto de venganza. Los profanadores abrieron su ataúd, lo extrajeron y posteriormente lo prendieron fuego. En la misma acción suicida contra el operativo policial, murieron siete terroristas.
El 10 de mayo murió un recién nacido, Nicolás Jiménez Morán, a las 48 horas de nacer debido a las heridas sufridas por su madre en el atentado. En 2014 murió otra víctima de los atentados, tras pasar diez años en coma, con lo que el número de fallecidos en los atentados del 11 de marzo de 2004 quedó en 193.

## Reacciones

### Discusión sobre la autoría
Las primeras declaraciones son de José Antonio Durán Lleida, que lo atribuyó a ETA. Poco después, Zapatero en la Cadena SER afirma "Una reflexión clarísima: ETA ha intentado intervenir en la campaña". Se sumaron a estas declaraciones sobre la autoría, en orden, Izquierda Unida, Ibarretxe (lehendakari) y Carod Rovira, secretario general de Esquerra Republicana.
Más adelante el Gobierno, del Partido Popular, y algunos medios de comunicación españoles se unieron a la atribución de la autoría de los atentados a ETA. Incluso ese mismo día 11, faltando tres días para las elecciones generales, en el seno del Gobierno se hicieron valoraciones: «Si ha sido ETA, barremos; si han sido los islamistas, gana el PSOE». Arnaldo Otegi, líder de Batasuna, negó la participación de ETA en los atentados y atribuyó la matanza a la «resistencia árabe». El 11 de marzo el ministro del Interior Ángel Acebes atribuyó a ETA la autoría de los atentados, añadiendo: «Me parece absolutamente intolerable cualquier tipo de intoxicación que vaya dirigida, por parte de miserables, a desviar el objetivo y los responsables de esta tragedia, de este drama».
El presidente del Gobierno, José María Aznar, dijo: «Todos sabemos que este asesinato masivo no es la primera vez que se intenta. [...] Lograremos acabar con la banda terrorista». El líder de la oposición, José Luis Rodríguez Zapatero, condenó los atentados mencionando a ETA: «Estamos ante el atentado más horrendo que haya cometido nunca ETA. Ante una barbarie incalificable, cometida por un grupo de asesinos que quiere imponer su voluntad a una sociedad libre, a base de bombas. Es un acto que repugna a cualquier conciencia». De la misma manera, el entonces presidente del Gobierno autonómico vasco, Juan José Ibarretxe, condenó los atentados dando por hecho la participación de ETA en los hechos.
Sin embargo, el presidente José María Aznar y los servicios de Presidencia del Gobierno, no tuvieron en cuenta la nota informativa del Centro Nacional de Inteligencia, emitida a finales de 2003, en la que informaba de un comunicado de Bin Laden y de las amenazas de atentado yihadista que se cernían sobre España. No solo eso: las expresas y directas amenazas de Bin Laden a España tras el apoyo visible por parte del Gobierno de España a las guerras de Irak y Afganistán, y la participación de las Fuerzas Armadas españolas en la coalición que ocuparía el país tras la invasión, emitidas por el canal catarí Al Jazeera el 18 de octubre de 2003, fueron publicitadas por el periódico El Mundo, al día siguiente como nota de agencia (difundida por más medios).
En 2003, en una reunión confidencial en Madrid de jefes de Inteligencia Militar de la OTAN, el director del CNI había adelantado el peligro creciente de que en España se cometieran atentados islámicos tras el estallido de la guerra de Irak. Después, con motivo de otras notas informativas del Centro Nacional de Inteligencia sobre el 11 M, su director, Jorge Dezcallar, en el libro autobiográfico Valió la pena. Una vida entre diplomáticos y espías (2015), escribió «que se había sentido engañado y manipulado cuando se le presionó para emitir aquel desmentido a los comentarios de la Cadena SER, o cuando el Gobierno, ya en funciones, decidió el 18 de marzo desclasificar y publicar dos informes del CNI, uno de ellos con un párrafo tachado [....]». También era conocida en los ámbitos periodísticos la certera nota informativa del Centro Nacional de Inteligencia (CNI) sobre el yihadista Lamari, del 6 de noviembre de 2003 (Documento C/ 15697) en la que alertaba de atentados yihadistas en España.
A pesar de toda la realidad expuesta, el presidente del Gobierno, José María Aznar, a las 11:00 hrs del mismo día 11, llamó a los directores de periódicos a quienes comunico que según fuentes policiales se trataba de un atentado de ETA.
En la misma mañana del 11 de marzo de 2004, el Centro Nacional de Inteligencia (CNI), en atención al contenido de sus notas y noticias citadas, debió recordárselo al Gobierno y alertarle de la más que probable autoría yihadista. Con ello hubiera evitado precipitaciones del Gobierno adjudicando los atentados a ETA en comunicados oficiales que, posteriormente, resultaron tan contraproducentes para el prestigio de España; además de propiciar acusaciones de mentir a los ciudadanos.
Como eso no se tuvo en cuenta por el Gobierno, el 11 de marzo, a las 17:28, la ministra de Asuntos Exteriores, Ana Palacio, remitió telegrama a ONU, embajadas y consulados comunicando autoría de ETA. A la vez que requería a los embajadores «aprovechar aquellas ocasiones que se le presenten para confirmar autoría de ETA de estos brutales atentados, ayudando así a disipar cualquier tipo de duda que ciertas parte interesadas puedan hacer querer surgir en torno a quien está detrás de estos atentados». El Consejo de Seguridad de Naciones Unidas emitió un comunicado condenando a ETA el mismo día 11. Una mala e inncesaria comunicación de crisis. "En política, una crisis es al mismo tiempo una oportunidad y un riesgo". Lo del 11-M fue un riesgo con nefastas consecuencias.
Antes de ese telegrama, a las 15:00 horas, según el jefe de los TEDAX-NRBQ (Técnicos en Desactivación de Explosivos), comisario Juan Jesús Sánchez Manzano, en su libro, las autoridades policiales, judiciales y políticas habían sido informadas por los TEDAX. A esa hora se sabía que:
1. La banda terrorista ETA no había comunicado la colocación de bombas en los trenes, como hacía siempre.
2. Dos bombas que no habían explosionado (estaciones de Atocha y El Pozo), contenían sustancia blanca.[88][89] La dinamita Titadyn que normalmente usaba ETA era rojiza. Lo que comunicó el jefe de los TEDAX-NRBQ inmediatamente, a las 10 horas de ese mismo día 11. Así consta en la página 30 y en el documento oficial nº 5 del anexo documental del libro "Las bombas del 11 M. Relato de los hechos en primera persona" (Amazon 2014).[90]
3. La furgoneta Renault Kangoo, utilizada por los terroristas y hallada en Alcalá de Henares, no tenía la matrícula doblada como habitualmente hacía ETA.[91]
4. En esa furgoneta se encuentran restos de cartucho Goma 2 ECO.[92] También se encuentran detonadores de fabricación nacional que tampoco utilizaba ETA y una cinta-casete con cánticos del Corán.[93]

El 11 de marzo el periódico Al Quds Al Arabi recibió en su sede en Londres una carta que afirmaba que las Brigadas de Abu Hafs Al Masri, en nombre de Al Qaeda, estaban detrás de los atentados perpetrados en Madrid.
El 11 de marzo a las 22.00 la Cadena SER daba la noticia de que "tres fuentes distintas de la lucha antiterrorista han confirmado a la Cadena SER que en el primer vagón del tren que explotaba antes de llegar a Atocha iba un terrorista suicida. Interior no lo confirma". Nunca se ha investigado ni llegado a conocer el origen de este bulo propagado por Iñaki Gabilondo y Ana Terradillos, más allá de que lo proporcionó una periodista "de una enorme solvencia".
El periódico El Mundo, junto a otros medios de comunicación, un día después de los atentados yihadistas, publicó la noticia de la reivindicación por Al Qaeda; además, conocía y había publicado las amenazas citadas anteriormente. Sin embargo, desarrolló y apoyó, durante 10 años, las teorías de la conspiración del 11M.
El 12 de marzo ETA negó su responsabilidad en los atentados. Un comunicante anónimo llamó por teléfono al diario Gara y a la televisión pública vasca Euskal Telebista (ETB) asegurando que la organización terrorista no estaba en absoluto involucrada en el 11-M.
El 12 de marzo el ministro del Interior anunció en rueda de prensa que había aparecido una bolsa de deportes con dinamita Goma-2 ECO, metralla, detonador y un teléfono como temporizador. Además, afirmó que el modus operandi de los atentados tenía mucha relación con atentados frustrados de ETA como el de Nochevieja de 2002 o el de Nochebuena de 2003. El ministro señaló que ETA seguía siendo la principal línea de investigación. Sin embargo, el detonador no coincidía con los utilizados por ETA.
El 12 de marzo, nada más desactivar la bomba, a primera hora de la mañana, los TEDAX remitieron una nota a las autoridades policiales, con los resultados de la actuación policial y con las analogías establecidas entre todos los indicios encontrados hasta ese momento.
El 13 de marzo, Mariano Rajoy, candidato a la presidencia del Gobierno por el PP, afirmó en una entrevista a El Mundo que tenía la convicción moral de que había sido ETA. El ministro del Interior, Acebes, se reunió con el jefe de información de la Guardia Civil y supo que se iba a detener a varios marroquíes en relación con los atentados y que las pruebas ya no apuntaban a ETA. A pesar de ello, el ministro del Interior en una nueva rueda de prensa afirmó que la línea prioritaria de investigación tenía que ser ETA porque era la organización terrorista que actuaba de forma prioritaria en España y negó haber tergiversado la información. Esa tarde Rodríguez Zapatero llamó al ministro diciéndole que sabía desde hacía horas que la autoría era del terrorismo islámico.
Por la tarde una llamada efectuada a la televisión regional Telemadrid permitió localizar en una papelera junto a la Mezquita de la M-30 un vídeo en el que Al Qaeda se declaraba autora del atentado. Un hombre con acento marroquí, que afirmaba ser Abu Dujan al Afgani y se autodenominaba portavoz militar de Al Qaeda en Europa, reivindicaba su autoría. Hacia las 00:40, el ministro del Interior informó de ello.
Las declaraciones de los ministros Zaplana y Acebes provocaron la reacción de todos los partidos políticos excepto el PP. Acusaron al Gobierno de manipular y ocultar información sobre la autoría de los atentados por razones electorales. Los partidos recriminaron al Gobierno su empeño en responsabilizar a ETA cuando todas las pistas apuntaban al terrorismo islamista. El portavoz socialista, Pérez Rubalcaba, dijo que «los españoles se merecen un gobierno que no les mienta». IU acusó al gobierno de dar un «golpe de Estado informativo». Miles de manifestantes se concentraron en las calles acusando al Gobierno de mentir y retrasar deliberadamente información relativa a la responsabilidad de la masacre.
Esta discusión o polémica sobre la autoría, los fallos de coordinación de la información para prevenir el atentado, sumada a irregularidades en las investigaciones, fue la causa de las teorías de la conspiración del 11 M que surgieron de inmediato y se prologaron durante diez años. En el 20 aniversario, todas aquellas irregularidades a la que aludían las teorías conspiracionistas sobre el 11-M quedaron borradas definitivamente con las contundentes declaraciones del comisario general de Información, Jesús de la Morena, fiscal Olga Sánchez y ex magistrado presidente de Sala Gómez Bermúdez. Se confirma la técnica de como fueron inventando y dando forma a esas "teorías" para hacerlas creíbles en la opinión pública.
En junio de 2009, después de cinco años de los atentados y con las sentencias de la AN (2007) y del TS (2008) publicadas, el director de El Mundo, Pedro J. Ramírez, y Casimiro García-Abadillo presentan un libro titulado Titadyn, escrito por este último y por Antonio Iglesias, unos de los peritos propuestos por la defensa que analizaron los restos químicos durante el juicio. Su contenido contradice las sentencias de la Audiencia Nacional que, basada en los informes periciales de Policía Científica y los TEDAX, establece que en los trenes explosionó dinamita Goma dos, aunque pudo haber otras marcas de explosivos también. Además, también se concluyó que la dinamita Goma-2 ECO encontrada en la furgoneta Renault Kangoo pertenece al mismo cartucho que el que los TEDAX proporcionaron a los peritos para cotejar. Esto puede leerse en las páginas 396 a 398. Además, en las dos sentencias citadas, se da como probado que en una de las explosiones se encontro nitroglicerina (componente del titadyn) pero también de la Goma 2 EC que los terroristas utilizaron junto a la Goma 2 ECO. Las sentencias avalaron que el resto de cartucho entregado para el peritaje socilitado por la defensa correspondía al incautado en la furgoneta utilizada por los terroristas.

### Reacciones internacionales

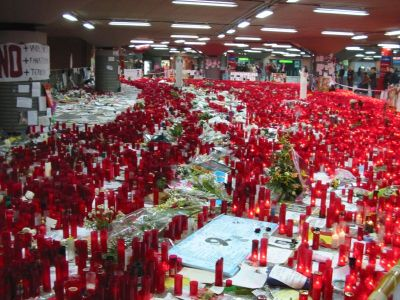
Homenaje a las víctimas de los atentados en la estación de Atocha

Diversos líderes mundiales expresaron su condena por los atentados de Madrid y se solidarizaron con las víctimas. Estados Unidos condenó el horrible atentado de Madrid y ofreció su apoyo en la lucha antiterrorista para localizar a los responsables. El presidente del Parlamento Europeo, Pat Cox, describió los atentados como el peor acto de terror en el recuerdo de todos los estados europeos. El presidente de la Comisión Europea, Romano Prodi, los calificó como asquerosos. Al día siguiente de los atentados, el Parlamento Europeo declaró el día 11 de marzo como el día europeo de las víctimas del terrorismo, a propuesta del Partido Popular.
La Unión de Comunidades Islámicas de España condenó los atentados terroristas e hizo un llamamiento a sus miembros a donar sangre y acudir a las manifestaciones convocadas. El papa Juan Pablo II condenó los execrable atentados cometidos en Madrid y animó a los españoles a proseguir en el camino de una convivencia pacífica y serena.
En Francia, todas las banderas nacionales ondearon a media asta durante los tres días de luto en España. Polonia y Portugal declararon el 12 de marzo día de luto nacional.[cita requerida] En Rumanía, todas las banderas nacionales ondearon a media asta y el gobierno declaró el 14 de marzo día de luto nacional solidarizando con las víctimas españolas y rumanas.[cita requerida] El 14 de marzo la Guardia Real británica hizo sonar los acordes del himno de España en el Palacio de Buckingham como homenaje a las víctimas y en solidaridad con el pueblo español.
La mayor parte de las bolsas europeas cayeron el 11 de marzo entre un 2 y un 3 % como consecuencia de los ataques de Madrid. El índice Dow Jones cayó un 1,6 %. Las acciones de empresas relacionadas con la aviación y el turismo fueron las más afectadas, según el Documento de trabajo, nº 55. Septiembre 2006 del Instituto de Análisis Industrial y Financiero "Impacto de los atentados terroristas del 11-M sobre los mercados de valores".
Un año después de los atentados varios países e instituciones internacionales homenajearon a las víctimas de los atentados con repicar de campanas y minutos de silencio. Entre ellos la Comisión Europea, el Parlamento Europeo, la OTAN, el Vaticano o Estados Unidos. Además, se celebró un homenaje en el Bosque de los Ausentes de Madrid al que acudieron doce jefes de Estado, cuatro jefes de Gobierno y varios ministros de Asuntos Exteriores. También acudió el secretario general de la ONU, Kofi Annan.

### Reacciones de la sociedad
El 11 de marzo se sucedieron concentraciones silenciosas en rechazo por el atentado en las universidades y algunos colegios e institutos españoles. En toda España tuvieron lugar manifestaciones espontáneas en cuanto se dio a conocer la noticia del atentado, sin esperar a la manifestación convocada por el Gobierno para el día siguiente. Hacia las 15:00 de esa misma tarde, la reina Sofía junto con el príncipe Felipe y su prometida, Letizia Ortiz, llegaron al hospital Gregorio Marañón de Madrid junto con la ministra de sanidad Ana Pastor y otras autoridades para recibir las últimas noticias de las víctimas y conocer la repercusión real de semejante tragedia. Simultáneamente las infantas Elena y Cristina junto a sus esposos visitaron el hospital La Paz.

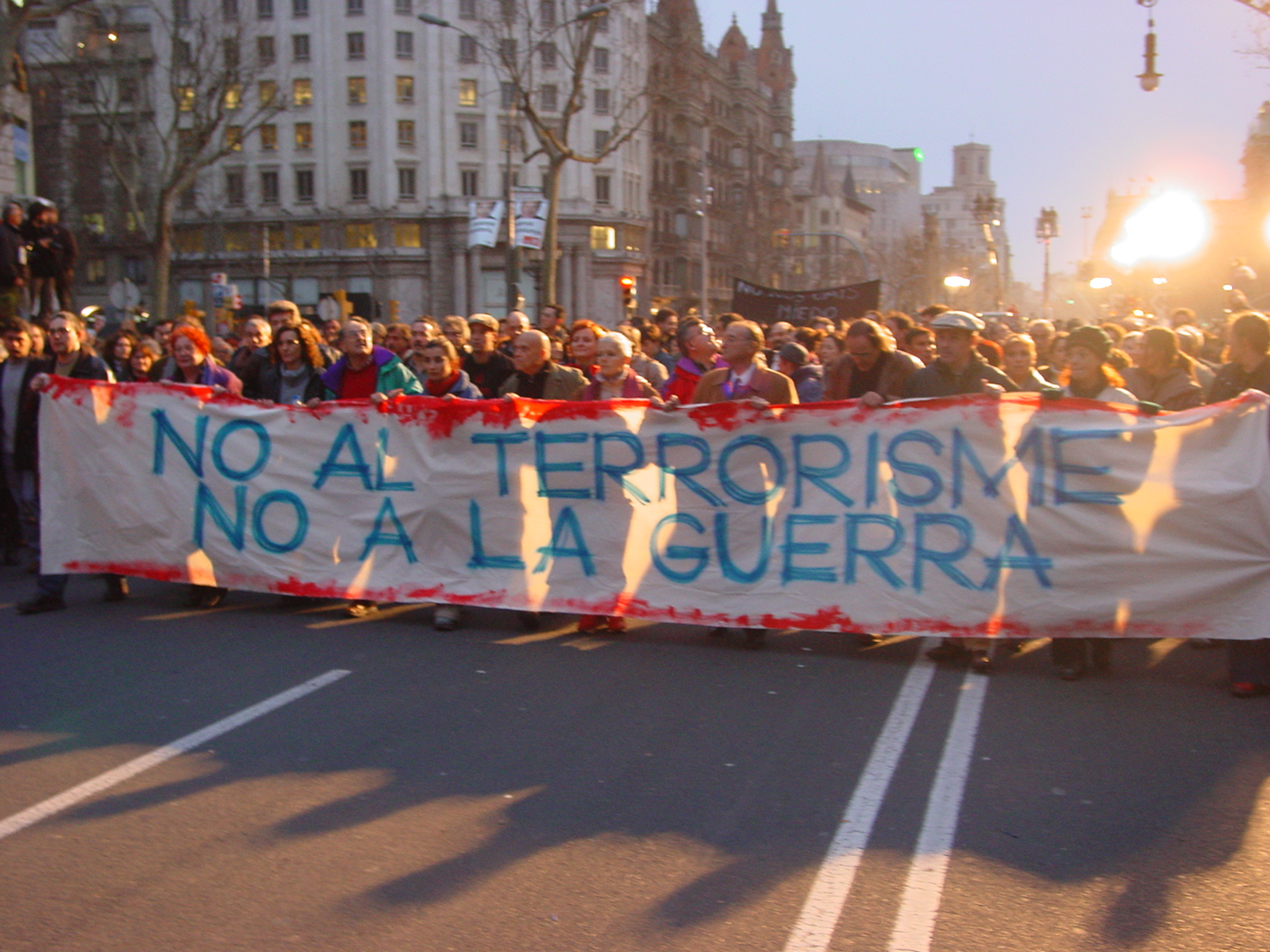
Manifestación en Barcelona el 12 de marzo

El 12 de marzo once millones de personas se manifestaron por las calles de España contra los atentados.
A las 19:00 se celebró en Madrid una manifestación convocada por el Gobierno y todos los partidos políticos. 2,3 millones de personas se manifestaron bajo una lluvia intensa entre la plaza de Colón y Atocha. El príncipe Felipe y las infantas Elena y Cristina de Borbón se unieron a la manifestación, siendo la primera vez en la historia que un miembro de la Familia Real española lo hizo. El cardenal Rouco Varela, arzobispo de Madrid, también se manifestó por primera vez. El presidente del Gobierno José María Aznar acudió a la manifestación y fue recibido con gritos de «¿Quién ha sido?». El lema de la manifestación fue Con las víctimas, con la Constitución, por la derrota del terrorismo.
También estuvieron en la manifestación madrileña el presidente de la Comisión Europea Romano Prodi, el primer ministro italiano Silvio Berlusconi, el primer ministro portugués José Manuel Durão Barroso y el primer ministro francés Jean-Pierre Raffarin, así como los ministros de Exteriores alemán, sueco y marroquí.
En Barcelona se manifestaron un millón y medio de personas. El lema oficial fue Cataluña con las víctimas de Madrid. Contra el terrorismo. Por la democracia y la Constitución. Muchas pancartas condenaron el terrorismo y la guerra de Irak. Algunas pancartas expresaron un rechazo contra el uso de la Constitución en el lema oficial. También se produjeron manifestaciones en otras ciudades de Europa y América.
A pesar de que ya existían indicios que apuntaban cada vez con más fuerza a la autoría islámica, el Gobierno insistía en no descartar a ETA como la principal vía de investigación. El 13 de marzo era la jornada de reflexión antes de las elecciones por lo que estaban prohibidas las declaraciones políticas.
A las 13:45 se produjo el asesinato del panadero Ángel Berrueta en Pamplona por parte de un policía nacional, que estaba libre de servicio, y su hijo, tras una discusión política con la mujer del policía, que había intentado forzarle a poner un cartel en su panadería que adjudicaba a ETA la autoría del atentado de Madrid. Esto produjo incidentes en Pamplona, así como en varias ciudades vascas.
El 13 de marzo miles de personas se manifestaron exigiendo saber la verdad sobre la autoría de los atentados y acusando al Gobierno de mentirosos. Alrededor de 5000 personas se concentraron ante la sede madrileña del PP. En Barcelona varias manifestaciones concluyeron ante la sede del PP. Existieron manifestaciones similares en otras ciudades como Santiago de Compostela, Sevilla o Valencia. Esa noche se produjeron caceroladas en varias ciudades.
Mariano Rajoy, candidato del PP a la presidencia del Gobierno, criticó las manifestaciones por intentar «influir y coaccionar la voluntad del electorado en el día de reflexión». El Partido Popular lo denunció ante la Junta Electoral Central, ya que en la jornada de reflexión no se permite ningún pronunciamiento electoral. La Junta declaró ilegales esas manifestaciones el día posterior, pasando las actuaciones a la Fiscalía del Estado sin que esta llegara a actuar contra nadie.

### Elecciones generales
Las elecciones generales se celebraron el 14 de marzo. Desde diversos medios de comunicación se animó a los ciudadanos a votar en las urnas. La participación se elevó al 77,2% del censo. El presidente Aznar votó entre vítores de partidarios y críticas de detractores que le responsabilizaron de los atentados. Su esposa Ana Botella no pudo evitar las lágrimas. El PSOE ganó las elecciones al obtener una mayoría simple de 164 escaños en el Congreso de los Diputados. El PP se quedó en 148. Fueron las elecciones con la mayor participación en número de votantes de España con más de 26 millones de votantes, aunque el porcentaje no fue el mayor (75,66 %). Hubo una gran polarización del voto: los dos grandes partidos acumularon el 82 % de todos los votos emitidos.

## Consecuencias

### Destino de las víctimas

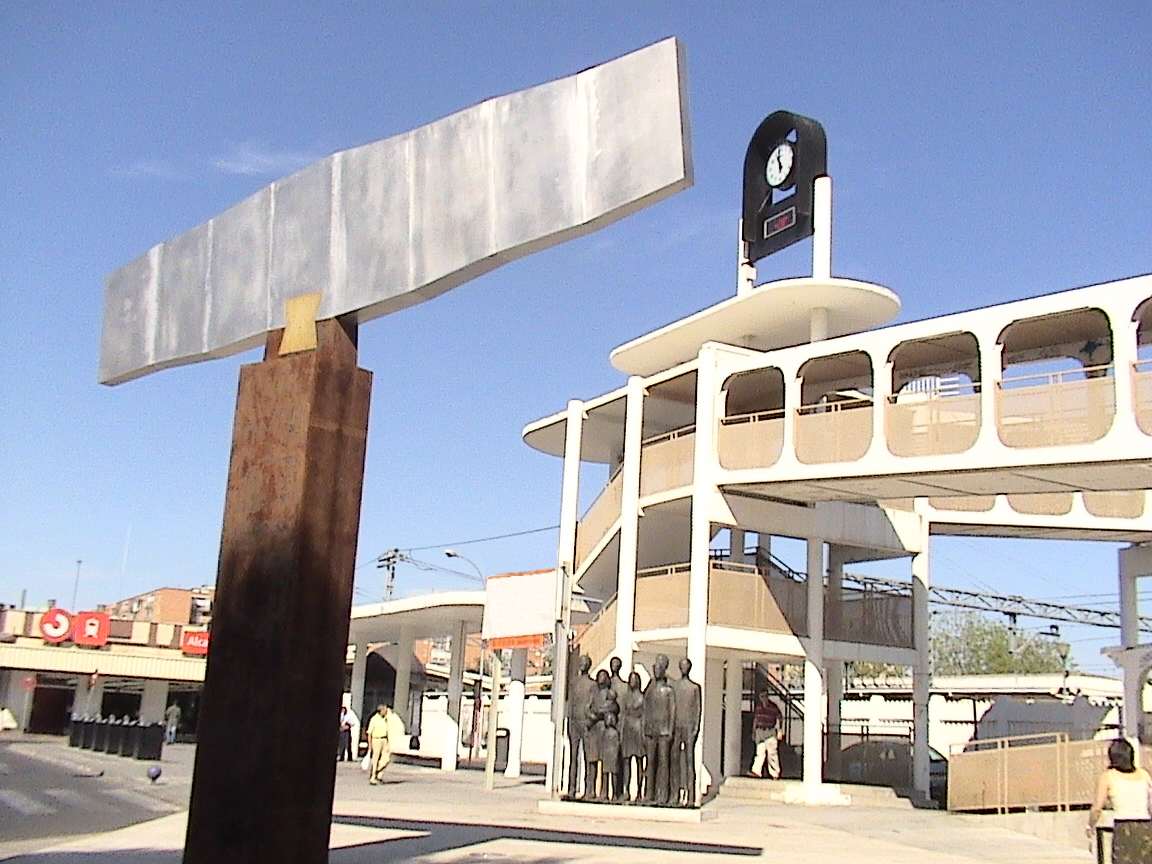
Monumento a las víctimas, en la estación de Alcalá de Henares

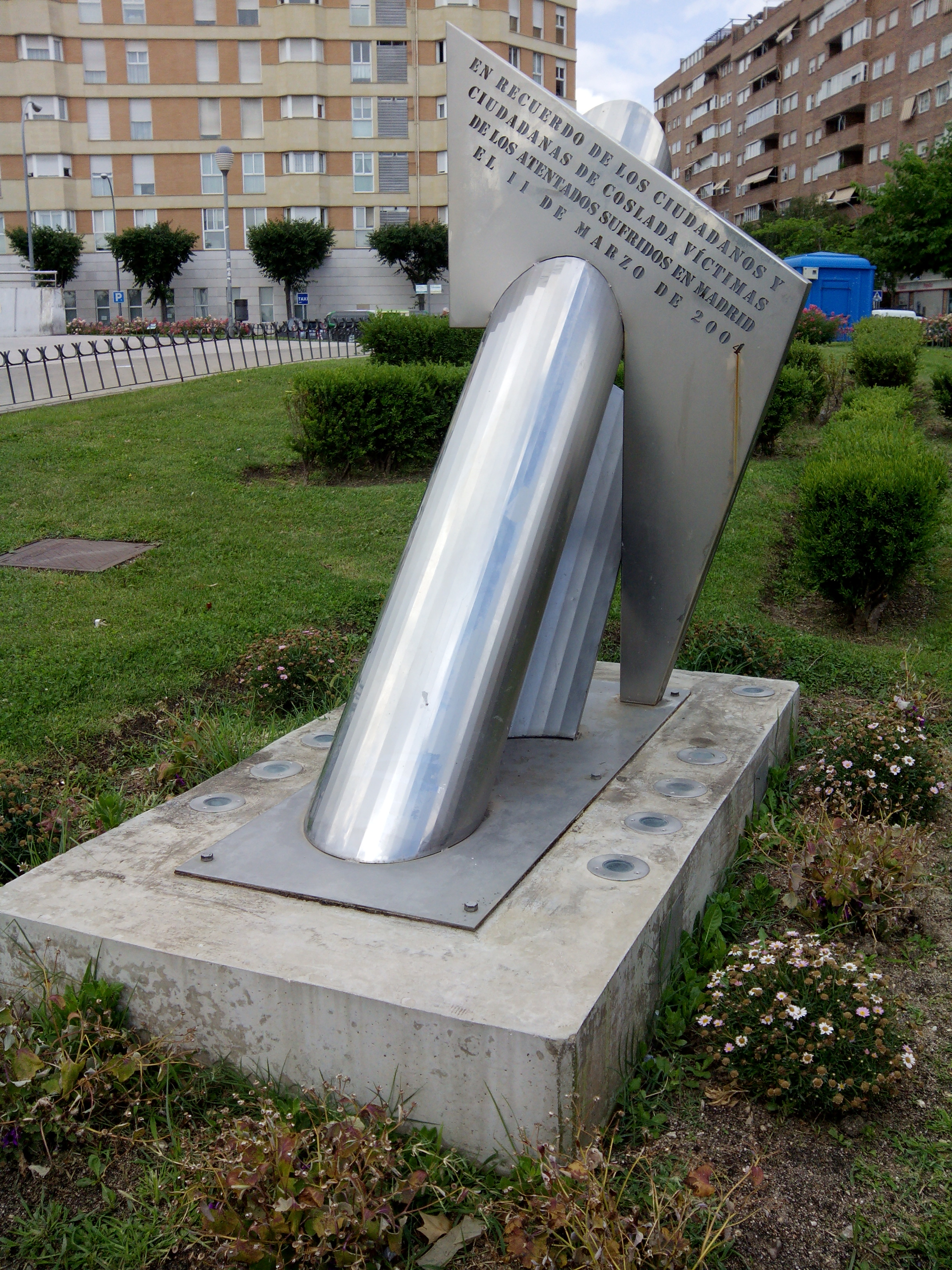
Monumento a las víctimas, Coslada

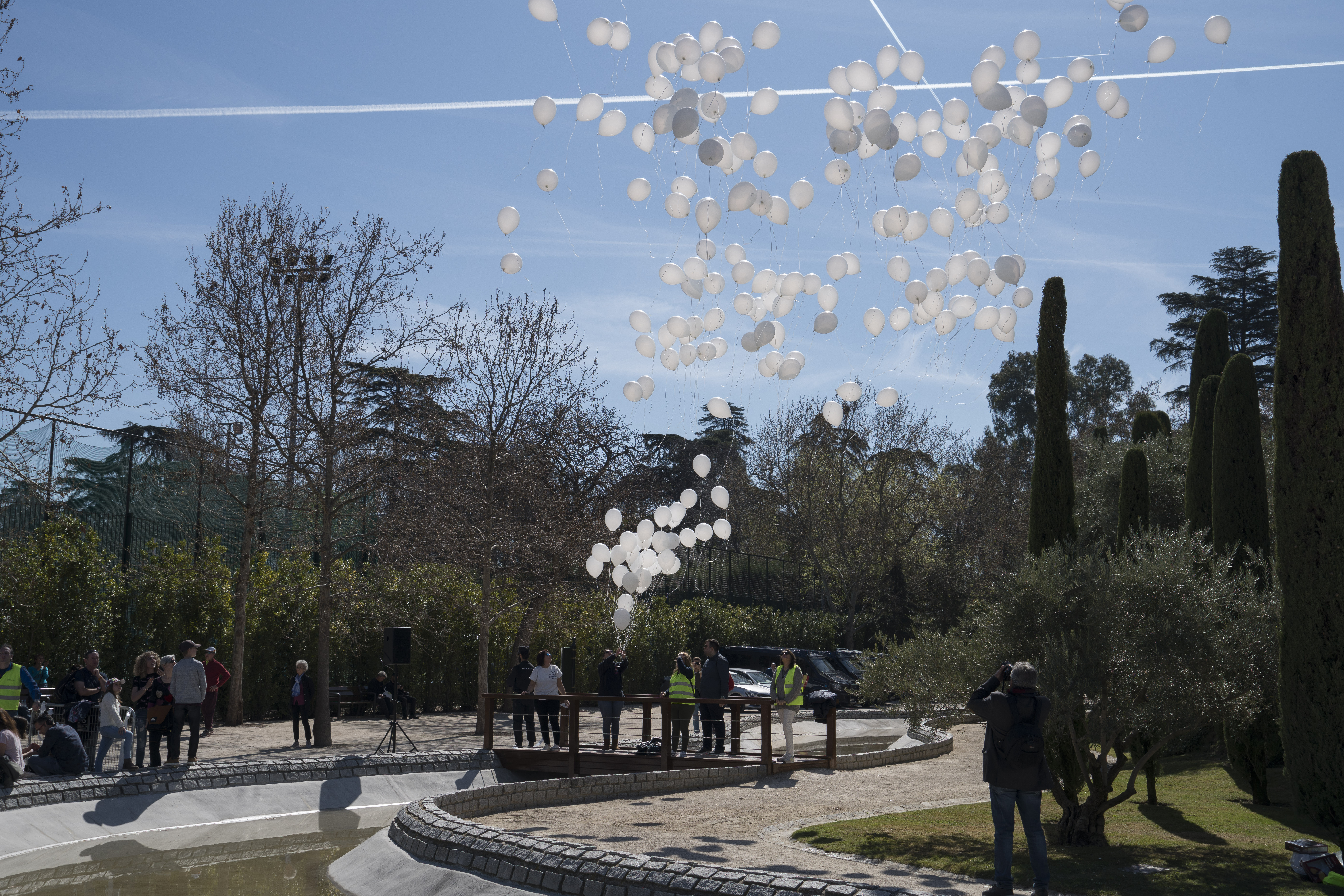
Homenaje a las víctimas del 11M en el Bosque del Recuerdo, Madrid 2020

Tras los atentados, se creó la Oficina de Atención a las Víctimas. A fecha de 2011, el Ministerio del Interior había indemnizado a más de 3500 afectados por un importe total de unos 314 millones de euros. También concedió 449 tarjetas de residencia a víctimas y 451 a sus familiares, de los 2590 que las solicitaron. Por su parte, la Comisaría General de Extranjería y Documentación recogió hasta el 1 de mayo de 2004, 1209 solicitudes de nacionalidad, que remitió a la Dirección General de los Registros y del Notariado.[cita requerida]
Tres meses después de los atentados se constituyó la Asociación 11-M Afectados del Terrorismo. La mayoría de familiares y víctimas de dichos atentados se unieron a la asociación que presidiría Pilar Manjón. Meses más tarde se fundó la Asociación de Ayuda a las Víctimas del 11-M presidida por Ángeles Domínguez a la que se unieron algunas víctimas afines a la de Francisco José Alcaraz quien presidía la Asociación de Víctimas del Terrorismo (AVT) asociación a la cual también acudieron unos pocos afectados. La asociación de Manjón insistió en la responsabilidad de José María Aznar y de su gobierno, por haber implicado a España en la guerra de Irak.
La Asociación 11-M Afectados del Terrorismo fue beligerante con la politización que se hizo de los atentados y con las prolongadas teorías de la conspiración del 11 M (más de 10 años) por el negativo efecto que estaba causando a sus asociados. Esta asociación, mayoritaria de las víctimas del 11 M, edita la revista "11MAGINA" como medio de comunicación entre sus asociados y el público en general. En el nº 17, en su página 11, "El largo camino del trauma a la superación en las víctimas de terrorismo, una vía de esperanza", el catedrático de Psicología Clínica de la Universidad del País Vasco, Enrique Echeburúa dice: Junto a la victimización primaria, derivada directamente del hecho violento, puede existir la victimización secundaria, ligada a la relación posterior existente entre la víctima y el sistema jurídico-penal o un apoyo institucional o social (indemnización económica, asistencia psicológica, apoyo psicoeducativo a los hijos, afrentas a las víctimas, etcétera) defectuoso. Es decir, el maltrato institucional puede contribuir a agravar el daño psicológico de la víctima o a cronificar las secuelas psicopatológicas.

### Fractura social
Mientras en democracias más antiguas como Estados Unidos y Reino Unido, atentados similares (11-S y 7-J, respectivamente) no produjeron apenas fractura social, sino que unieron a la sociedad civil en torno a sus instituciones, en España tuvo lugar el cénit de la tensión social y política que se había ido incrementando durante la segunda legislatura de Aznar (Véase VII Legislatura de España).
Este fenómeno, denominado «agrupamiento tras la bandera», no se produjo en el caso español debido, entre otros factores y según los expertos en terrorismo, a la mala gestión de la crisis llevada a cabo por el entonces presidente José Mª Aznar. Mala gestión demostrada también en otras emergencias a las que tuvo que hacer frente, como el accidente del Prestige o del Yakovlev Yak-42).

### Ruptura del Pacto Antiterrorista
Tras los atentados se rompió de facto el Pacto Antiterrorista que el PP y el PSOE habían firmado, pues este prohibía expresamente el uso electoralista de los atentados. El PSOE acusó entonces al PP de mentir y manipular, mientras que el PP lo acusaría a su vez de instigar y participar en las manifestaciones contra las sedes y miembros del PP.

### Influencia en las elecciones
Existe la teoría, de que el resultado electoral se vio influido por los atentados yihadistas que tuvieron lugar tres días antes en Madrid. Ese mismo día 11, faltando tres días para las elecciones generales, en el seno del Gobierno del PP ya se hicieron las primeras valoraciones: "Si ha sido ETA, barremos; si han sido los islamistas, gana el PSOE".
Los atentados dieron un vuelco a las elecciones. Según esto, un gran número de votantes cambiaron finalmente su voto a favor del PSOE, a causa de su irritación y el descontento que les producía la supuesta manipulación informativa del gobierno y su política exterior. El hecho de que los atentados de Madrid hubieran podido producirse en respuesta al apoyo español a la invasión de Iraq, contra la cual se había manifestado masivamente el pueblo español, debió de servir como catalizador recuperando todo el descontento acumulado desde entonces. Contra esto, y ya en semanas posteriores, algunos miembros del PP han argumentado que estos actos terroristas estaban planeados desde antes de la invasión.
Según el informe policial de conclusiones terminado el 3 de julio de 2006, remitido al juez Juan del Olmo e incorporado al sumario judicial del 11-M, entre el magma de objetivos y amenazas por parte del islamismo internacional que los ejecutores materiales del atentado tomaron como inspiración, un documento de Global Islamic Media (una página web consultada por los ejecutores del atentado) planteaba en el caso español una serie de objetivos estratégicos:
1. Provocar un cambio de gobierno
2. Conseguir la retirada de las tropas españolas y, por contagio o reiteración de las acciones terroristas, en otros países
3. El aislamiento de las tropas estadounidenses

Aunque es difícil asegurar cuál fue el efecto conseguido por los atentados, pueden servir como indicador del mismo las encuestas encargadas por los medios de comunicación la semana anterior. Todas ellas daban como ganador al PP variando solo en el porcentaje de personas (de un 59 % a un 70 %) que opinaban que ganaría este partido (frente a un 6-12% de personas que pensaban que vencería el PSOE).
Las encuestas posteriores al 14-M indicaban que el 64% de las personas creían que "el PSOE no hubiera ganado las elecciones si no hubieran tenido lugar los acontecimientos del 11-M" (frente a un 23% que opinaban lo contrario).
La diferencia entre los partidos mayoritarios había ido experimentando un sostenido descenso a medida que se acercaba el día de las elecciones. En los primeros días de marzo estaba cifrada en aproximadamente 5 puntos a favor del PP, pero había encuestas que reducían esta ventaja a apenas 2,5 puntos. obteniendo finalmente el PSOE una diferencia de 7 puntos en el resultado de las elecciones, un 12% de diferencia frente a las previsiones. Nunca se había dado una diferencia tan grande entre las encuestas y el resultado final.
La cuantificación de la influencia política es algo evidentemente difícil. Un análisis que cuantifica esa influencia indicó varios aspectos, resumidos en los siguientes efectos sobre los votantes:
- la activación de 1 700 000 votantes movidos por el atentado y el clima provocado en los días posteriores,
- la decisión de no votar de 300 000 votantes por los mismos motivos y
- la conversión del voto de 1 100 000 votantes.

El número de votantes en esas elecciones fue el más alto de la historia de la democracia española (con 25 millones) en número, pero no en el porcentaje de votantes (74 %) que participaron en las mismas con respecto al censo electoral total (1977 - 78 %, 1982 - 78 %, 1993 - 76 %, 1996 - 78 %).
Otra influencia importante de los atentados en las elecciones fue el del llamamiento del «voto útil» que provocó la polarización más importante en unas elecciones nacionales. De hecho el 82 % de los votos se repartieron entre el PSOE (10 909 687) y el PP (9 630 512). El total de los otros partidos sumaron 3 827 501 votos. El PSOE logró el mayor número de votos jamás logrado en unas elecciones nacionales, y aun así no obtuvo la mayoría absoluta debido al gran número de votos obtenido por el PP.
Las hipótesis que se han planteado para explicar el efecto producido en las elecciones se pueden resumir en cuatro:
- La existencia de un deseo latente de cambio de gobierno.
- La conmoción provocada por los atentados en los ciudadanos,
- Un castigo al gobierno por la participación en la guerra de Irak y Afganistán,
- La manipulación informativa llevada a cabo por el Gobierno y contra el Gobierno.

Todas ellas son necesarias para conseguir el efecto que se produjo en las elecciones.
En otras ocasiones (Estados Unidos, Reino Unido) se ha producido el efecto inverso, el llamado agrupamiento tras la bandera. En esas ocasiones la gestión de la emergencia se llevó a cabo siguiendo estrictos procedimientos políticos que no se dieron en España.

### Las claves en la gestión de una emergencia como la del 11-M
- Informar puntualmente a los medios de comunicación de los avances en la investigación policial, sin adornos, añadidos ni recortes.
- Es importante que los informadores de esos avances sean personas de gran confianza por parte del público, a ser posible, miembros de las FCSE o investigadores forenses que además formen parte del gabinete de emergencia.
- Los miembros del gobierno no deben involucrarse en la interpretación de los datos, sino solo apoyar a las instituciones estatales y sus investigaciones.
- Deben seguirse estrictamente los procedimientos de emergencias graves, reuniendo a los gabinetes previstos para las mismas y seguir puntualmente sus consejos.
- Toda la información, sin excepción, propagada por los medios de comunicación, nacionales o internacionales, deberá ser analizada rigurosamente e introducida en los informes del gabinete de emergencia.

Ninguno de estos puntos fue correctamente aplicado por el gobierno en los días posteriores al atentado:
- El presidente del gobierno nunca convocó al gabinete de emergencia previsto, sino que formó un gabinete de emergencia improvisado y diferente.
- La información de las investigaciones policiales era suministrada directamente por un miembro del gobierno (concretamente el ministro de Interior Ángel Acebes y el ministro Portavoz del Gobierno Eduardo Zaplana).
- No se tuvieron en cuenta las distintas hipótesis utilizadas en otros medios de comunicación tanto nacionales como extranjeros para ser incorporadas a los análisis.
- Hubo información policial suministrada antes por los medios de comunicación que por el propio gabinete de emergencia.

El mando de la Policía Nacional que estaba en primera línea aquellos días y, por lo tanto, era el responsable de recopilar los primeros datos obtenidos en el lugar de los atentados y comunicarlos a las autoridades policiales y políticas, era el Jefe de los TEDAX, el Comisario Juan Jesús Sánchez Manzano. Él explica cómo debió de ser la comunicación y no fue: "En los ataques del 11-M, sin embargo, no fue así. Tras el atentado, inmediatamente surgió un choque dialéctico basado en informaciones que nada o poco tenían que ver con la realidad. Aunque no existían datos fehacientes en esos primeros momentos, infundadamente se impuso la urgencia de transmitir mensajes, cosa que no se había hecho en otras ocasiones. Ante esa ausencia de datos, los actores políticos y sociales los inventaron, los deformaron y exageraron con el fin de adaptarlos a sus estrategias o deseos.
Para nuestro asombro, ese día los poderes públicos ignoraron los procesos adecuados de obtención de datos, los análisis sosegados y la meditada difusión que tan eficazmente se habían aplicado en otras ocasiones. Cualquier observador podía apreciar que estas cuestiones se estaban produciendo con total ausencia de racionalidad".

## Proceso judicial

### Sumario judicial
Las investigaciones sobre los atentados permanecen abiertas y son dirigidas por el juez Eloy Velasco, que ha sustituido a Juan del Olmo, al frente del Juzgado Central de Instrucción número 6. Continúan instruyéndose cinco diligencias separadas relacionadas con el Sumario 20/2004, ya concluido. Moutaz Almallah Dabas, ha sido el primer procesado tras el primer juicio con ocasión de los atentados. Asimismo, se espera que Abdelilah Hriz, Hicham Ahmmidan y Saad Huseini sean puestos a libertad en los próximos meses en Marruecos por su presunta relación con los ataques.
Permanecen huidos Amer Azizi, Mohamed Belhadj, Said Berraj, Mohamed Afalah y Daoud Ouhnane. La investigación estima, no obstante, que alguno de los citados podría haber muerto en Iraq. Además, cinco perfiles genéticos "especialmente relevantes" permanecen aún sin identificar.
En relación con la investigación judicial posterior a los atentados, pueden señalarse los siguientes hitos:
- El 11 de marzo, a las 10 horas, dos bombas que no habían explosionado (estaciones de Atocha y El Pozo), contenían sustancia blanca.[88] La dinamita Titadyn que normalmente usaba ETA era rojiza. Lo que comunicó el jefe de los TEDAX-NRBQ inmediatamente.[90]
- El 11 de marzo, al enterarse por las noticias del atentado, un conserje de una finca próxima denuncia la aparición de la furgoneta Kangoo y una dotación policial se desplazó al lugar en el que se encuentra la furgoneta. Tras una inspección ocular, piden la ayuda de la Unidad de Guías Caninos. Tras una inspección exterior y una interior, los perros no detectan explosivos, y los policías tampoco.[167][168]
- A las 14.30, la grúa deposita la furgoneta en el complejo policial de los TEDAX-NRBQ, en Canillas.
- A las 15:30 horas, se informa a la Policía Científica de que la furgoneta Kangoo está en el complejo policial. Policía Científica encuentran restos de cartucho Goma 2 ECO. También se encuentran detonadores de fabricación nacional y una cinta-casete con cánticos del Corán.[92]
- El 12 de marzo de 2004, a las 3:00 horas (de madrugada) los TEDAX-NRBQ desactivan una bomba que se encuentra entre las pertenencias de las víctimas depositadas en la Comisaría de Puente de Vallecas. Los componentes coinciden con los hallados en la furgoneta (detonadores, explosivos y bolsa de plástico azul); también coincide el color blanco del explosivo que habían observado los TEDAX a las dos horas de producirse las explosiones, en las bombas que no habían explosionado en El Pozo y en Atocha.[169][170][171]
- El 15 de marzo de 2004, los TEDAX-NRBQ consiguen determinar que los detonadores y explosivos proceden de Mina Conchita, Avilés (Asturias)[172][173]
- El 26 de marzo de 2004 la policía halla una finca ubicada en el término municipal de Chinchón, cerca de Morata de Tajuña, donde supuestamente se montaron las bombas y se activaron los teléfonos móviles utilizados en siete de los artefactos.[174]
- El 2 de abril se encontró un artefacto en la línea férrea del AVE Madrid-Sevilla, a su paso por la localidad de Mocejón (Toledo). El artefacto, que había sido colocado entre las 7:20 y las 10:15, estaba compuesto por dinamita Goma-2 ECO y un detonador conectado a un cable de más de cien metros de longitud. El extremo del cable estaba preparado para conectar a una pila de "petaca" que se llevó el terrorista cuando fue sorprendido, según explicó en juicio la Guardia Civil. La activación era manual a tiempo real, según pasaba el AVE para hacerlo descarrilar.[175]
- El 3 de abril de 2004, es localizado el piso donde se refugiaban los autores del atentado, ubicado en la localidad de Leganés, Madrid. A las 21:03 intervienen los Geos de la Policía Nacional, los terroristas, en una acción kamikace contra el operativo policial, se suicidaron activando el explosivo que guardaban en la vivienda, cuando el GEO iniciaba el asalto. La explosión derribó parte de la fachada del edificio. En esta acción murió un agente del grupo policial, además de los siete miembros de la célula islamista allí presentes[176]
- El 15 de abril de 2004 la cadena de televisión Al Jazeera emite la grabación de un mensaje de Osama bin Laden en la que asegura que los atentados del 11-M son una represalia contra España por sus acciones en Irak, Afganistán y Palestina.[177]
- El 6 de mayo de 2004, el FBI arrestó en Portland, Oregón, Estados Unidos, al abogado estadounidense Brandon Mayfield, converso al islam, al determinar que era suya una huella dactilar encontrada por los investigadores españoles en la mochila con explosivos que no estalló; sin embargo, el Gobierno español anunció el 21 de mayo siguiente que la huella pertenecía al ciudadano argelino Daoud Ouhnane.
- El 8 de junio de 2004 fue arrestado en Milán Rabei Osman el Sayed Ahmed, alias 'Mohamed el Egipcio', inicialmente sería considerado como uno de los "cerebros" o ideólogos del 11-M. Condenado en Italia a 8 años de prisión como responsable de asociación para delinquir con fines de terrorismo internacional, sería, en cambio, absuelto en España de todos los cargos de los que se le acusaba.
- El día 13 de junio de 2004 es localizado en la calle Infantado de Alcalá de Henares un vehículo Skoda Fabia supuestamente empleado por la célula terrorista junto a la furgoneta Renault Kangoo hallada el mismo día del atentado.
- El 16 de noviembre de 2004 fue condenado Gabriel Montoya Vidal (conocido por el sobrenombre de El Gitanillo),[178] de 16 años de nacionalidad española a seis años de internamiento en régimen cerrado por un delito de suministro de explosivos a grupo terrorista.[163]
- El 17 de diciembre de 2004 el marroquí Hassan el Haski alias Abu Hamza es detenido en Lanzarote, la instrucción le consideraría como el líder en España del Grupo Islámico Combatiente Marroquí (GICM). Ha sido condenado en España a 14 años de prisión, siendo posteriormente extraditado a Marruecos para ser juzgado por sus presuntos vínculos con el atentado de Casablanca (Marruecos) de 2003.[179]
- El 1 de febrero de 2005 fue detenido en Bélgica Youssef Belhadj, también considerado como miembro del GICM: la instrucción le atribuiría el alias de 'Abu Dujan', la persona en cuyo nombre la célula reivindicó los atentados, pero dicho extremo no fue acreditado en el juicio oral en el que se le condenó a 12 años de prisión por pertenencia a organización terrorista.[180]
- El 15 de junio de 2005 Mohamed Larbi Ben Sellam es detenido en Santa Coloma de Gramanet (Barcelona), dentro de la denominada Operación Sello.
- El 23 de julio de 2005 sería igualmente detenido en Serbia Abdelmajid Bouchar, quien había logrado escapar del cerco policial al piso de Leganés en abril de 2004.
- El 10 de mayo de 2006 Saed el Harrak queda en libertad tras dos años de prisión provisional al no haberse revisado a tiempo su situación. Juan del Olmo, sería sancionado por ello con falta leve.[181]
- El 28 de febrero de 2007 Juan Del Olmo decreta la prisión incondicional para Abdelilah Hriz al considerarlo autor material de los atentados. Hriz se halla actualmente preso en Marruecos a la espera de ser juzgado.[182]
- El 20 de septiembre de 2008 Moutaz Almallah Dabas es procesado por colaboración con organización terrorista.

### Auto de procesamiento
El martes 10 de abril de 2006 el magistrado de la Audiencia Nacional, Juan del Olmo, concluye que el atentado fue inspirado pero no ejecutado por la red Al Qaeda justificando la acción en la participación española en la Guerra de Irak.
El juez instructor determina la existencia de dos grandes redes en la investigación: «Una que tuvo participación, más o menos directa en los hechos (...) y otra que habría intervenido en la huida de los reclamados y que aparentemente también presentaría conexiones con el entramado terrorista islámico en España, fundamentalmente con el GICM. Ambas redes presentarían conexiones comunes, por diferentes individuos o puntos de contacto, todos ellos vinculados también al GICM, entendido máximo referente del Movimiento Salafista Yihadista en nuestro país».
Tras más de dos años de investigaciones, el auto de procesamiento incluyó finalmente a 29 de los 116 imputados en la causa. Jamal Zougam y Abdelmajid Bouchar fueron procesados por 191 asesinatos terroristas, 1755 en grado de tentativa, cuatro delitos de estragos terroristas y por pertenencia a organización terrorista. Bouchar, sería, no obstante, condenado finalmente solo por integración en banda armada, organización o grupo terrorista y por tenencia o depósito de sustancias explosivas.
Nueve españoles fueron procesados por su vinculación a la denominada por los medios de comunicación 'trama asturiana', que habría suministrado los explosivos, y que estaría encabezada por el exminero José Emilio Suárez Trashorras. Finalmente, sólo serían condenados el citado Suárez Trashorras, Antonio Toro Castro por tráfico de explosivos, y Sergio Álvarez y Antonio Iván Reis Palicio por transporte de explosivos. A los que habría que sumar la condena de Gabriel Montoya Vidal, en un proceso independiente, por un delito de suministro de explosivos a grupo terrorista.

#### Autoría intelectual
La autoría intelectual y financiera del atentado permanece sin resolver y no consta en el sumario, porque no existían pruebas sólidas para determinar la autoría intelectual de ninguno de los procesados. De hecho, la única vez en el sumario 20/04 que se menciona la autoría intelectual es en la página 634 para decir que su atribución a Rabei Osman se funda en "pruebas claramente equívocas".
Sin embargo, Rabei Osman 'Mohamed el Egipcio', Hassan el Haski y 'Youssef Belhadj, sí fueron considerados los inductores del atentado y fueron procesados por conspiración para delito terrorista. La sentencia condenó a los dos últimos a 15 (rebajada a 14 en casación) y 12 años de cárcel respectivamente por pertenencia a banda armada, el primero en condición de dirigente. En cambio, Rabei Osman 'Mohamed El Egipcio', que ya cumplía condena en Italia por el mismo delito, fue absuelto en aplicación del principio non bis in idem). A todos ellos se les exculpó de la participación directa en el atentado. Nunca se ha llegado a conocer si cumplían órdenes o actuaban por libre, pues su vinculación con Al Qaeda no está probada (como se lee en la página 646 del sumario). Otra opinión es la de Fernando Reinares: En lo fundamental está claro y bien documentado quién ideó e instigó los atentados del 11-M, cómo se formó la red terrorista y qué componentes tuvo, cuáles fueron las motivaciones de los individuos implicados y por qué se convirtió España en blanco de Al Qaeda. También está claro y bien documentado cómo se financiaron los terroristas y de qué manera consiguieron los explosivos para atentar.
Youssef Belhadj fue uno de los individuos que actuó como miembro y enlace del Grupo Islámico Combatiente Marroquí en la red del 11-M y estaba vinculado a la célula de dicha organización en Bélgica. Hassan el Haski, cuando se cometieron los atentados del 11-M, era uno de los principales líderes de del GICM en Europa. Según Fernando Reinares, en su libro ¡Matadlos!, ya referenciado, Rabei Osman 'Mohamed el Egipcio' era un individuo que se movía por los países del sur de Europa como una suerte de agitador yihadista itinerante. En su país natal, hizo durante tres años el servicio militar en una unidad especializada en explosivos. A consecuencia de las actividades de radicalización que llevaba a cabo en Madrid, en enero de 2002, se judicilizó una investigación por la Policía Nacional, interviniéndole el teléfono hasta el 22 de mayo de 2003, comprobándose que se relacionaba con algunos que luego resultaron ser autores del 11-M. Dejó España el 27 de febrero de 2003 para finalmente establecerse en Milán. A inicios de marzo de 2004 estuvo de nuevo en Madrid, regresando a Milán unos días antes del 11-M.
Se publicaron opiniones denigratorias sobre los autores de los atentados "los moritos de Lavapies", insinuando que con su nivel cultural no era posible cometer e idear los atentados del 11-M. Fernando Reinares, en su libro "¡Matadlos!" Quién estuvo detrás del 11-M y por qué se atentó en España", explica el nivel cultural y laboral de los integrantes de la red yihadista que cometió el atentados: heterogeneidad en experiencia laboral y algunos con formación universitaria. Estas informaciones fueron ampliadas y fundamentadas en su nuevo libro: 11-M. Pudo evitarse
Mercedes Cabrera, en su libro "11 marzo 2004. El día del mayor atentado de la historia de España" desglosando el perfil de los autores, expone que Sarhane ben Abdelmajid Fakhet, alias el "Tunecino", tenía formación universitaria y para más inri (burla) había sido becado por el gobierno español.

#### Procesamiento de Moutaz Almallah Dabas
El 20 de septiembre de 2008 se hizo público el auto de procesamiento contra Moutaz Almallah Dabas, por colaboración con organización terrorista. Almallah Dabas, sirio nacionalizado español, fue detenido en Londres el 18 de marzo de 2005 y entregado por la justicia británica en marzo de 2007.
El auto de procesamiento, dictado por el magistrado Eloy Velasco, señala que la colaboración de Moutaz se produjo con el «entramado terrorista en la banda comandada por Serhane el Tunecino, y que de seguro influyó en el posterior entramado que concluyó en el atentado del 11-M y posteriores suicidios de Leganés».

### Juicio
El juicio se celebró entre el 15 de febrero y el 2 de julio de 2007, cuando el juicio quedó visto para sentencia.

#### Sentencia de la Audiencia Nacional
De los 29 acusados, tres personas fueron condenadas por tener responsabilidad en el atentado, diecinueve personas fueron condenadas por otros delitos y siete personas fueron absueltas.
Según la Sentencia de la Audiencia Nacional los autores de los atentados fueron diez personas; Sarhane Ben Abdelmajid Fakhet, Jamal Ahmidan, alias El Chino, Mohamed Oulad Akcha, Rachid Oulad Akcha, Abdennabi Kounjaa, Asrih Rifaat Anouar, Allekema Lamari, Jamal Zougham, Otman el Gnaoui y otra persona no identificada. Estas diez personas, que formaban parte de una célula terrorista de tipo yihadista, colocaron los trece explosivos en los cuatro trenes en la mañana del 11 de marzo de 2004. De las diez personas declaradas integrantes de la célula terrorista y consideradas como autores del atentado, sólo fueron enjuiciados Jamal Zougham y Otman el Gnaoui, debido a que los demás habían muerto. El Gnaoi fue condenado a 42.219 años de prisión y Zougam fue condenado a 42.917 años de prisión, sumándose las penas correspondientes a cada uno de los delitos cometidos contra cada una de las víctimas del atentado.
Una tercera persona fue condenada como cooperador necesario del atentado, José Emilio Suárez Trashorras, recibiendo una pena de 34.715 años y 6 meses de prisión, atenuada por la anomalía psíquica padecida.
La sentencia estableció que la célula terrorista estaba compuesta por otras personas que no participaron del atentado, a saber Rabei Osman Al Sayed Ahmed, Hassan El Haski, Youseff Belhajd, Abdelmajid Bouchar, Basel Ghalyoun, Mohamed Larbi Ben Sellam, Rachif Aglif, Mohannad Almallah Dabas, Fouad el Morabit Anghar, Mohamed Bouharrat, Sael el Harrak y Hamed Ahmidan. Todas ellas fueron condenadas, con penas entre doce y veintiún años de prisión, con excepción de Rabei Osman al Sayed que fue absuelto.
El tribunal absolvió también a ocho acusados de haber estado involucrados en el atentado, y los condenó por cometer otros delitos: Rafá Zouhier (10 años), Abdelilah El Fadoual El Akil (9 años), Nasreddine Bousbaa (3 años), Mahmoud Sleiman Aoun (3 años), RaúL González Peláez (5 años), Antonio Iván Reis Palicio (3 años) y Sergio Álvarez Sánchez (3 años).
La sentencia absolvió de todos los cargos a siete procesados (Antonio Toro Castro, Carmen Toro Castro, Emilio Llano Álvarez, Mohamed Moussaten, Brahim Moussaten y Rabei Osman); otro más fue exculpado durante el juicio oral. La sala no halló pruebas para considerar como autores intelectuales (autores de un delito de conspiración para delito terrorista) a ninguno de los tres procesados a los que la Fiscalía atribuía esta condición: Rabei Osman El Sayed, "Mohamed el Egipcio", Hassan El Haski y Youssef Belhadj.
La sentencia avala la instrucción de Juzgado de Instrucción y considera insuficiente la prueba aportada por la defensa sobre una eventual participación de ETA en los ataques. En relación con el explosivo empleado, el Tribunal determinó que «toda o gran parte de la dinamita de los artefactos que explosionaron en los trenes el día 11 de marzo y toda la que fue detonada en el piso de Leganés, más la hallada en el desescombro posterior, procedía de mina Conchita. (...) El explosivo utilizado por los terroristas fue, en todos los casos, dinamita plástica "tipo goma"». La Audiencia no entra a valorar las motivaciones del atentado, o la posible incidencia de la participación de España en la Guerra de Irak o Afganistán.
La sentencia, al analizar y resolver todas las cuestiones relacionadas con lo que se denominó "teorías de la conspiración" y planteadas por algunas defensas, sostiene que:
“Como en muchas otras ocasiones a lo largo de este proceso, se aísla un dato –se descontextualiza- y se pretende dar la falsa impresión de que cualquier conclusión pende exclusivamente de él, obviando así la obligación de la valoración conjunta de los datos –prueba- que permita, mediante el razonamiento, llegar a una conclusión según las reglas de la lógica y la experiencia”.
 El Tribunal expone más argumentos en la sección «Fundamento Jurídico III: Valoración de la prueba sobre los hechos. 3».
Más adelante, al atender el alegato de varias defensas sobre la falta de acreditación de la llamada cadena de custodia de la bolsa de deportes conteniendo un artefacto explosivo que fue desactivada en el parque Azorín, existiendo la posibilidad de que pudiera haber sido puesta por cualquiera, el tribunal resolvió:
“Los tribunales no pueden atender a especulaciones, insinuaciones, elucubraciones o hipótesis basadas en hechos negativos que no han sido explícitamente planteadas y de las que no aportan el más mínimo indicio”.
La sentencia fue elogiada por algunos y criticada por otros. Según el escritor José Díaz Herrero, «la sentencia constituyó un varapalo contra El Mundo y la COPE. Los autores de las extravagantes teorías quedaban en ridículo y sufrían el mayor descrédito de los últimos años». Por el contrario Manuel Marraco en El Mundo criticó la sentencia, por, según él, aceptar acríticamente la investigación policial, la falta de relación de la mayoría de los condenados con el atentado y la cantidad de dudas que quedaban sin responder.

#### Sentencia del Tribunal Supremo
De los 29 acusados, la sentencia definitiva del Tribunal Supremo, confirmó las responsabilidad y penas de las tres personas fueron condenadas por la Audiencia Nacional por tener responsabilidad en el atentado. Absolvió a cuatro personas (Basel Ghalyoun, Mouhanad Almallah Dabbas, Abdelillah El Fadual El Akil y Raúl González) que habían sido condenados en primera instancia. Condenó a Antonio Toro Castro (4 años de prisión) que había sido absuelto en primera instancia y confirmó las seis absoluciones restantes. En total, de 29 acusados, 19 condenados (tres por el atentado) y 10 absueltos.
La sentencia 65/2007 fue impugnada por el Ministerio Fiscal, dos asociaciones de víctimas y por particulares. Estos recursos fueron revisados por el Tribunal Supremo en vistas celebradas los días 30 de junio de 2008, 1 y 2 de julio del mismo año, dictando sentencia el día 17 de julio de ese año. En esa sentencia se recoge que, aunque la reivindicación de la autoría de los atentados presenta una dependencia ideológica respecto de Al Qaeda, no aparece relación alguna con otros grupos o dirigentes de esa organización, por lo que se considera que esa célula no dependía de ningún grupo terrorista pudiendo ser identificada, a efectos penales, como grupo terrorista independiente.
Sobre otros acusados, entre los que se citan a Hassan El Haski y Youssef Belhadj, que fueron condenados en primera instancia por su pertenencia a «otras organizaciones terroristas, también dentro de la órbita ideológico-religiosa de Al Qaeda», el Tribunal no considera acreditada ninguna relación con los atentados del 11 de marzo de 2004 ni con las actividades de los ocupantes del piso de Leganés.
La Sala Segunda del Tribunal Supremo ratificó las condenas de Otman El Gnaoui (42.922 años de prisión), Jamal Zougam (42.922 años), José Emilio Suárez Trashorras (34.715 años y seis meses de prisión), Abdelmajid Bouchar (18 años), Rachid Aglif (18 años), Hassan El Haski (14 años), Youssef Belhadj (12 años), Hamid Ahmidan (12 años), Fouad El Morabit (12 años), Mohamed Bouharrat (12 años), Saed El Harrak (12 años), Rafa Zouhier (10 años), Mohamed Larbi Ben Sellam (9 años), Sergio Álvarez (3 años), Antonio Iván Reis Palicio (3 años), Mamoud Slimane Aoun (2 años) y Nasreddine Bousbaa (2 años).
Decidió, en cambio, absolver a Basel Ghalyoun y Mouhanad Almallah Dabbas (que habían sido condenados por la Audiencia Nacional a 12 años), a Abdelillah El Fadual El Akil (que había sido condenado en primera instancia a 9 años) y a Raúl González (que había sido condenado a 5).
Por el contrario, condenó a Antonio Toro Castro (4 años de prisión) como autor de un delito de tráfico de explosivos.
Asimismo, el Tribunal Supremo acordó mantener las absoluciones de Rabei Osman El Sayed alias "Mohamed El Egipcio", Emilio Llano, Iván Granados, Javier González Díaz, Carmen Toro, Mohamed Moussaten y Brahim Moussaten.

### La aparición del tren de Santa Eugenia y nuevo cierre del caso
El tren que estalló en la estación de Santa Eugenia aquella mañana de marzo fue el único que no se destruyó tras los atentados, sino que se envió primero a Vicálvaro en la madrugada del 12 de marzo, supuestamente por petición de los Tedax de la provincia de Madrid. Allí permaneció hasta el 11 de septiembre de ese mismo año. Según Libertad Digital y otros medios como El Español a través del ingeniero Carlos Sánchez de Roda, autor de Los trenes del 11-M. Las pericias necesarias, este vagón se entregó a la empresa Tafesa, perteneciente al grupo Remimfer, dependiente a su vez de Renfe, para que lo reparase en una de sus instalaciones en el distrito de Villaverde de la capital. Este medio informó, además, de que agentes de la Policía Nacional y de la Guardia Civil se personaron en el lugar para comprobar la reparación del tren, como así lo declaró el director general de Remimfer ante la exmagistrada Coro Cillán. Estas inspecciones, realizadas entre abril y junio de 2005, habrían coincidido en tiempo y forma con las instrucciones del juez Del Olmo, que dictó la instrucción en primera instancia, de analizar los focos de explosión para su informe. A partir de ciertas fotos aéreas se podría comprobar, siempre según Libertad Digital, que se construyó en la propiedad de la empresa un cobertizo entre el 21 de julio y el 19 de octubre de 2007. El juicio, que había quedado visto para sentencia, ahora instruido por el juez Gómez Bermúdez, el 2 de julio de ese mismo año, no recogió nada referente a este vagón, como tampoco se informó a los peritos encargados del informe pericial por el juez instructor de la existencia de este vagón. Fue el 13 de octubre de 2011 cuando la empresa se declaró en concurso de acreedores y, al hacer inventario de cuanto allí había, se descubrió este vagón, con rasgos muy semejantes a los que pueden observarse en las fotografías que se conservan del tren de Santa Eugenia en las horas y días posteriores al atentado.
El 2 de marzo de 2012 el nuevo fiscal del Estado Eduardo Torres-Dulce, nombrado por el gobierno del Partido Popular presidido por Mariano Rajoy, ordenó abrir una investigación a raíz de estas informaciones, calificadas de bulo por el diario El País. Tres meses después la investigación fue archivada porque los fiscales encargados del caso consideraron que no se apreciaba «ninguna actuación de ocultación o manipulación de los referidos restos» para hacer desaparecer pruebas. Además afirmaron que «todo se llevó a cabo con pleno conocimiento de los órganos judiciales de la instrucción de la causa y del enjuiciamiento, que fueron informados en su momento». Se referían al hecho de que el 30 de julio de 2007 se envió «al tribunal encargado de juzgar el caso del proceso de desguace y destrucción de los trenes y vagones que resultaron afectados por las explosiones y en el que se detallaba el destino de cada una de las unidades y sus vagones, los que habían sido reparados y los desguazados». Sin embargo, en ningún momento se habría dado cuenta ni de la supervivencia ni del paradero del tren de Santa Eugenia. El 6 de junio de 2012, la Fiscalía de Madrid, «tras consulta con el fiscal general», decidía «la adopción de medidas para la conservación de dichos restos ante la eventualidad de posibles análisis posteriores. Todo ello se llevó a cabo con pleno conocimiento de los órganos judiciales de la instrucción de la causa y del enjuiciamiento que fueron informados en su momento». Al día siguiente, el fiscal general del Estado dijo que aquellos restos permanecerían allí «debidamente custodiados y precintados para que libremente disponga de ellos», pero al año siguiente, de nuevo según Libertad Digital, comenzó a producirse un extraño trasiego de camiones que, pertenecientes a supuestos ladrones, sacaban de la propiedad de Tafesa los restos del tren, todo esto regulado por miembros de la Policía Municipal, que velaban por el tráfico. El caos circulatorio provocado por este tráfico llegó al pleno del Ayuntamiento de Madrid..Así dejó constancia el diario de sesiones del 20 de noviembre de 2013, en que el concejal de Izquierda Unida, Ángel Lara Martín de Bernardo, denunció la situación. Aquí se deja constancia de su intervención:

Cómo es posible que se identifique a unas personas, que eso sí me lo dicen ustedes muchas veces, se han filiado, se han filiado, pero, aparte de filiar ¿qué han hecho ustedes? ¿Decir que se marcharan con los camiones cargados con las vigas? No es de recibo, y yo no voy a hacer responsables a los agentes que han intervenido allí, don Enrique; voy a hacer responsable a los mandos, que son los que tienen que dictar las instrucciones de cómo se tienen que comportar los agentes y cómo tienen que actuar los agentes cuando están comprobando in situ que se está produciendo un robo. No se puede coger al delincuente, preguntarle cómo se llama y decir: márchese usted con el producto de su pillaje, que es lo que ha hecho la Policía Municipal, y no una vez, don Enrique. 
Usted va a ver en estas fotografías que hay al menos doce camiones esperando el turno para cargar, con la presencia de la Policía Municipal. Y, ante todo esto, usted me dice que la actuación ha sido correcta.
Ángel Lara Martín de Bernardo, ante la Comisión Permanente de Seguridad y Emergencias del Ayuntamiento de Madrid. 20 de noviembre de 2013

El ingeniero Carlos Sánchez de Roda explicó para el diario digital El Español un resumen de la historia de este tren, aportando, entre otras cosas, que la Policía Nacional logró identificar a los ladrones, sin que sin embargo se conozcan medidas contra ellos, y que la reparación del tren amén de la solución de "más daños ocultos" le aportó a Tafesa 675.175,20 euros, cuando su valor pendiente de amortizar era de 476.175,36 euros.
A este respecto, las declaraciones de investigadores policiales en sede judicial, actuaciones documentadas en el sumario y refrendadas por la sentencia de la Audiencia Nacional, ofrecen las siguientes explicaciones: los trenes fueron el lugar donde se cometió el delito, no el instrumento del delito. Los trenes se trasladaron, entre las 24 y 48 horas siguientes a los atentados a los hangares de Renfe a disposición judicial. Durante quince días se continuaron inspeccionando por los TEDAX-NRBQ y Policía Científica, que obtuvieron reportajes fotográficos y grabaciones que consideraron oportuno, extendiendo la correspondiente acta. Cuando se dieron por concluidas sus actuaciones, el juez de instrucción decidió ponerlos a disposición del titular, Renfe, como se hace con cualquier edificio donde se ha cometido un atentado. 
En algunos foros se pone como ejemplo el tren Alvia, procedente de Madrid, descarrilado cerca de Santiago el 24 de julio de 2013, con el resultado de 80 fallecidos y varios heridos. Este tren se incautó durante años a disposición judicial. En este caso, preservarlo hasta que termine el proceso es obligado, porque el tren es el causante de los daños y de las consiguientes responsabilidades del titular. 
Toda esta polémica con los focos de explosión en los trenes, como otras polémicas relacionadas con el explosivo, derivan de la equivocada pretensión de determinar la autoría de un atentado por el tipo de explosivos, cuando esto no es posible, ni policial ni judicialmente. Esta pretensión equivocada fue uno de los motivos por los que surgen las teorías de la conspiración del 11-M. El tipo de explosivo no es un indicio que pueda ser admitido aisladamente como prueba. Es un indicio secundario. Cualquier explosivo puede ser utilizado por cualquier grupo terrorista, mientras no se demuestre lo contrario por otros medios de prueba.

### Hechos procesales posteriores
En 2017, uno de los condenados, Youssef Belhadj, salió de la cárcel de Villena tras cumplir su condena de doce años.

## Comisión de investigación
La Comisión de investigación de los atentados del 11 de marzo de 2004 fue creada por el Congreso de los Diputados el 27 de mayo de 2004 con el fin de esclarecer las circunstancias bajo las que se produjeron los atentados del 11 de marzo de Madrid y las actuaciones policiales y políticas anteriores y posteriores a los mismos. Se finalizó el 30 de junio de 2005 con un dictamen sobre conclusiones. En estas conclusiones se puso de manifiesto que existían varias notas informativas del CNI y de los servicios de Información de Policía Nacional y Guardia Civil advirtiendo de las amenazas. Sobre este tema Fernando Reinares ha publicado un libro donde explica la descoordinación informativa sobre la prevención del atentado.
A lo largo de la Legislatura VIII (2004 a 2008) el PP siguió formulando preguntas parlamentarias sobre la actuación de la Policía, de la Guardia Civil y la instrucción del sumario.

## En la cultura popular

### Reportajes periodísticos y ensayos
El abogado que defendió los intereses de la Asociación de Ayuda a las Víctimas del 11-M, José María de Pablo, publicó La cuarta trama en 2009. En él, se limita a narrar lo que se sabe del atentado a partir de las investigaciones policiales y judiciales. Él mismo dice que "Cada dato, cada historia, viene acompañada de una nota a pie de página en la que identifico la prueba en la que se apoya cada afirmación".
El perito químico independiente designado por la Asociación de Ayuda a las Víctimas del 11-M, Antonio Iglesias, y el periodista Casimiro García Abadillo publicaron en 2009 Titadyn, donde tratan de esclarecer por qué la sentencia refleja que en los trenes explotó Goma-2 ECO a pesar de que los resultados de los peritos no fueran tan claros.
Nos vemos en esta vida o en la otra (2016) de Manuel Jabois es un reportaje novelado sobre El Gitanillo, el único menor implicado en la trama de los atentados. 11M, el mayor atentado terrorista de la historia de España (2020) de Ana Pastor Bermejo ¡Matadlos!. Quién estuvo detrás del 11-M y por qué se atentó en España (2014) de Fernando Reinares. 11 marzo 2004. El día del mayor atentado de la historia de España (2020), Mercedes Cabrera El nuevo terrorismo islamista. Del 11-S al 11-M (2004) Fernando Reinares y Antonio Elorza El Gobierno de Aznar me pidió que asumiera su mentira sobre el 11-M (2018) Juan Jesús Sánchez Manzano. El honor perdido de José María Aznar (2004) Juan Luis Cebrián. 11M: Terror en Madrid (2022), producida por Netflix, es una película documental que narra los atentados del 11 de marzo desde el punto de vista de supervivientes y expertos, quienes analizan sus orígenes y consecuencias. 11M | Del relato de las autoridades a la investigación y la verdad judicial, producida por TVE.

### Literatura

#### Narrativa
El gran impacto social de los atentados también ha tenido su reflejo en la literatura, si bien no en la cantidad de obras que cabría haber esperado de un acontecimiento tan importante: el norteamericano Ben Lerner considera que en su país habría habido un aluvión de películas y libros. El crítico español Ignacio Echevarría afirma que esta carestía se debe al escapismo de la última literatura española:

Salvo muy evidentes excepciones, la narrativa española de las últimas décadas ha discurrido por vías muy alejadas de la realidad y de los problemas más acuciantes de la sociedad a la que supuestamente se dirige.

Con todo, las siguientes obras literarias novelan situaciones o personajes relacionados con los atentados, su preparación o sus consecuencias: Viene la noche (2007) de Óscar Esquivias, La piedra en el corazón, cuaderno de un día de marzo (2007) de Luis Mateo Díez, Madrid blues (2008) de Blanca Riestra, El corrector (2009) de Ricardo Menéndez Salmón, El mapa de la vida (2009) de Adolfo García Ortega, La vida antes de marzo (2009) de Manuel Gutiérrez Aragón, El vigilante del fiordo (2011) de Fernando Aramburu,
Un día sin comienzo (2014) de Alonso Guerrero, Sil, una novela romántica (2015) de Tino Barriuso, Blues de invierno (2015) de Gabriel Albiac, Cosas que brillan cuando están rotas (2016) de Nuria Labari, La dulzura (Almuzara, 2017) de Daniel Múgica. o Un mundo mejor donde vivir de J. L. Martín Nogales (2024).
También algunos autores extranjeros se han interesado por los atentados. La primera novela del poeta norteamericano Ben Lerner, Saliendo de la estación de Atocha, se ambienta en Madrid las vísperas del atentado.

#### Poesía
En la Feria del Libro de Madrid de 2004 se presentaron dos antologías poéticas en las que se recogía la obra de numerosos autores que trataban sobre los atentados. Fueron Madrid, once de marzo. Poemas para el recuerdo (editorial Pre-Textos, con poemas de Luis Eduardo Aute, Felipe Benítez Reyes, Antonio Colinas, Juan Cruz, Antonio Gamoneda, Luis García Montero, Antonio Lucas, Clara Janés, Manuel Rico o Andrés Sánchez Robayna) y 11-M: Poemas contra el olvido (Bartleby Editores, con obras de Marcos Ricardo Barnatán, José Manuel Caballero Bonald, Pere Rovira, Andrés Trapiello y Luis Antonio de Villena, entre otros).
Cartas a Angélica (Vitrubio, 2016), de Beatriz Villacañas está dedicado a la joven de diecinueve años Angélica González García, que fue alumna de la escritora en la Universidad Complutense.
Enrique Falcón escribió «Vientres de Madrid y de Badgad», publicado en el libro No adoptes nunca el nombre que te dé la policía.

#### Teatro
En 2015 Paloma Pedrero estrenó Ana el once de marzo, codirigida por la autora y Pilar Rodríguez y protagonizada por María José Alfonso. La obra trata sobre distintas mujeres (la madre, la esposa y la amante) de un pasajero de los trenes el día de los atentados, que van entretejiendo su relato.

### Cine
En 2008 se estrenó Chicos normales, el primer largometraje del director español Daniel Hernández. Se presentó en la sección Zabaltegui del Festival de San Sebastián. Rodada en árabe y con tono documental, está ambientada en el barrio marginal de Jamaa Mezwak, en Tetuán (Marruecos), de donde procedían tres terroristas de los atentados de Madrid, y trata de reflejar cómo unos chicos normales pueden llegar a convertirse en terroristas fundamentalistas.
En 2010 se estrenó la película documental Un largo invierno, de Sebastián Arabia, con Pilar Manjón como protagonista. La cinta tuvo una reedición especial en 2020 para la plataforma Filmin.
11-M, para que nadie lo olvide (2011) es una miniserie de televisión española de drama, historia y suspense, que narra cómo se fraguó el mayor ataque terrorista que ha sufrido España: los atentados del 11 de marzo de 2004. Está basada exclusivamente en los hechos probados por la sentencia de la Audiencia Nacional y el fallo del Tribunal Supremo.
En 2022, con motivo del 18º aniversario, se incorporó en Netflix una película-documental: 11M. Víctimas, policías, jueces, fiscales, periodistas y políticos analizan el atentado terrorista y su influencia en las elecciones generales y la investigación y localización de los culpables.
En 2022, con el mismo motivo, se estrenó en Prime Video (Amazon) una serie titulada El Desafío: 11M. Versa sobre los acontecimientos que rodearon el terrible ataque terrorista. La colaboración de los servicios de emergencia y cientos de héroes anónimos para ayudar a las víctimas del atentado, y como convirtieron a Madrid en un ejemplo de solidaridad, valentía y unión ciudadana.
También en 2022, en concreto el 24 de enero, el grupo Terra Ignota produjo y publicó 11M: el principio del fin, documental de libre consulta en YouTube que a través de diversas fuentes ofrece un análisis del caso. Un año después, el 11 de marzo de 2023, habida cuenta de la previsible prescripción del caso, Terra Ignota organizó una serie de actos presentados por Inés Sainz y dividido en dos mesas redondas: "Claves para reabrir el caso" a cargo de Raúl 'Pirata', con la presencia de Carlos Sánchez de Roda, ingeniero de Renfe y autor de Los trenes del 11-M, y Ricardo Moreno, presidente de Peones negros; "Víctimas y prescripción de los delitos del 11-M" a cargo de Javier Soria y con la presencia de Ángeles Domínguez, víctima del 11-M, y Arturo González de León, doctor en derecho penal y profesor universitario.

### Música
El compositor Arvo Pärt dedicó su obra Da pacem Domine (2004, revisada en 2007) a las víctimas del atentado. Se trata de una composición para coro y orquesta de cuerda encargada por Jordi Savall, que el compositor comenzó a escribir dos días después de los atentados. Se estrenó en Madrid, el 11 de marzo de 2005.
Pilar Jurado recibió el encargo de componer una obra para la Semana de Música Religiosa de Cuenca apenas dos meses después de los atentados, lo que influyó poderosamente en el sentido de su composición, un Stabat mater en el que, aparte del texto latino, utilizó también frases ajenas, entre otras unas palabras de Pilar Manjón con las que cierra la obra.
Luz Casal dedicó a las víctimas del atentado su canción Ecos, que pertenece a su disco Sencilla alegría.
La banda española La Oreja de Van Gogh compuso la canción Jueves, que relata una historia de amor involucrada en estos eventos. Marcos Vidal compuso dos canciones en homenaje a las víctimas del atentado para su disco Dedicatoria: «Tu costado sigue abierto» y «Magerit».
Así mismo el grupo español Amaral incluyó la canción Esta madrugada en su disco Pájaros en la cabeza, que habla sobre la angustia y la impotencia vividas en este suceso.
De igual forma, el cantante y compositor Ricardo Arjona compuso el tema Nadie sabe a donde va que se incluyó en el disco 5to piso lanzado en 2008 que trata sobre los trágicos eventos ocurridos en la mañana del 11 de marzo de 2004.
El álbum de Fran Perea Viejos conocidos incluye la canción La mirada de María como homenaje a las víctimas del 11-M.
El grupo de rock vigués Kannon incluyó en su álbum Intro la canción Chaval, desde la perspectiva de una víctima.
El cantante belga Jonatan Cerrada publicó en 2005 el disco La Preuve du contraire que incluye la canción Ruban noir (Lazo negro) que relata la impotencia y la rabia que generaron en él los atentados del 11-M.
El cantautor y poeta madrileño Marwan Abu-Tahoun Recio, conocido como Marwan, incluye en su álbum Trapecista de 2008 la canción Jueves 7:36h en homenaje al atentado.
El cantautor madrileño José Francisco Córdoba, conocido como "El Chivi", compuso la canción Trenes para el Cielo tomando como referencia la pena y la pérdida de fe después de una desgracia de tal magnitud.